# Eurovision Song Contest 2025
Der 69. Eurovision Song Contest (ESC) fand vom 13. bis zum 17. Mai 2025 in der St. Jakobshalle in Basel (Schweiz) statt, nachdem Nemo mit dem Lied The Code den Eurovision Song Contest 2024 in Malmö für die Schweiz gewonnen hatte. Nach 1956 in Lugano und 1989 in Lausanne war es die dritte Austragung des ESC in der Schweiz.
Gewinner wurde der Countertenor JJ mit dem Song Wasted Love für Österreich. Es war nach 1966 und 2014 der dritte Sieg des Landes im Wettbewerb. JJ erreichte im Juryvoting den ersten und im Televoting den vierten Platz. Zweite im Wettbewerb wurde Yuval Raphael, die mit ihrem Lied New Day Will Rise für Israel die Zuschauerabstimmung gewann. Den dritten Platz belegte der für Estland antretende Tommy Cash mit seinem Song Espresso Macchiato.
Nach dem Ergebnis Israels im Zuschauervoting kam es zu einer kontroversen Debatte um mögliche Manipulationen, das Punktesystem, die Abstimmungsregeln und den Verbleib des Landes im Wettbewerb. Die Teilnahme des Landes war bereits zuvor wegen des Gaza-Krieges kritisiert worden.
Die Schweiz, vertreten durch Zoë Më, erreichte in der Jurywertung den zweiten Platz, ging jedoch beim Publikumsvoting leer aus und landete somit insgesamt auf dem zehnten Platz. Deutschland erreichte mit dem Duo Abor & Tynna Platz 15.

## Organisation
Der ESC 2025 wurde von der Schweizerischen Radio- und Fernsehgesellschaft (SRG SSR) im Auftrag der Europäischen Rundfunkunion (EBU) organisiert.

### Austragungsort
Kurz nach dem Finale des ESC 2024 kündigte ein Sprecher der SRG an, dass die Schweiz den Wettbewerb 2025 ausrichten werde. Bereits vor dem ESC 2024 hatte die SRG mit einigen Städten und Veranstaltungsorten Gespräche geführt.

#### Bewerbungsverfahren
Ende Mai 2024 übergab die SRG den interessierten Städten das City-Bid-Buch, das die Anforderungen an die Veranstaltungsorte und Hallen enthält. Die endgültigen Bewerbungen auf dieser Basis mussten bis zum 28. Juni eingereicht werden. In Absprache mit der Europäischen Rundfunkunion (EBU) traf ein Steuerungsausschuss aus SRG-Generaldirektor Gilles Marchand, SRF-Direktorin Nathalie Wappler, RSI-Direktor Mario Timbal, SRG-Finanzchef Beat Grossenbacher und SRG-Entwicklungsdirektor Bakel Walden die Entscheidung über den Ausrichter.
Folgende Städte bewarben sich:
| Stadt  | Austragungsort  | max. Kapazität (Konzerte) | Bemerkungen |
| ------ | --------------- | ------------------------- | --- |
| Basel  | St. Jakobshalle | 12.400                    | Bewerbungsmotto: «Crossing Borders». Für eine Austragung des ESC musste eine temporäre Verstärkung des Dachs installiert werden.                                                              |
| Bern   | Neue Festhalle  | 09.000                    | Gemeinsame Bewerbung mit Biel, wo unter anderem die Halbfinalauslosung stattfinden sollte. Die Halle befand sich zum Zeitpunkt der Bewerbungsphase im Bau und wurde im April 2025 eingeweiht. |
| Genf   | Palexpo         | 15.000                    | – |
| Zürich | Hallenstadion   | 13.000                    | – |

Daneben hatten noch Freiburg und St. Gallen öffentlich Interesse erklärt, den ESC 2025 austragen zu wollen. Beide verfolgten eine potenzielle Bewerbung nicht weiter.
Am 19. Juli 2024 gaben EBU und SRG bekannt, dass die Entscheidung für den Austragungsort zwischen Basel und Genf fallen wird. Am 30. August 2024 gab die SRG bekannt, dass der ESC 2025 in der St. Jakobshalle in Basel stattfinden werde. Die Halle ist im Besitz der Stadt Basel und wird auch von ihr betrieben und verwaltet. Das Gebäude selbst geht auch in die Ortschaft Basel ein, befindet sich aber auf dem Grund der Baselbieter Nachbargemeinde Münchenstein. Die Gemeindegrenze verläuft am Gebäuderand, so dass der Zugang über Basler Boden erfolgt. Die Zuschauerkapazität beim ESC wurde mit etwas mehr als 9000 angegeben. Die Polizeikorps beider Kantone – Basel-Stadt und Basel-Landschaft – vereinbarten für den Anlass eine enge Zusammenarbeit, zu der sie zur Unterstützung auch Polizeikorps anderer Kantone sowie aus Deutschland und Frankreich beizogen, so dass insgesamt ca. 1300 Polizisten im Einsatz waren.

### Produktionsteam
Am 4. Juni 2024 stellte die SRG SSR die Executive Producer des ESC 2025 vor; am 3. Juli 2024 folgte das gesamte Kernteam der Produktion.
Die zentralen Rollen waren:
- Moritz Stadler, Executive Producer (Gesamtleitung)
- Reto Peritz, Executive Producer (Gesamtleitung)
- Yves Schifferle, Head of Show (Produktion der Inhalte der Shows)
- Christer Björkman, Head of Contest (Produktion der Wettbewerbsbeiträge)
- Tobias Åberg, Head of Production (technische Produktion)
- Nadja Burkhardt-Tracol, Head of Event (Leitung des Rahmenprogramms außerhalb der Shows)

### Reference Group
Die Eurovision Song Contest Reference Group ist das Exekutivkomitee der Europäischen Rundfunkunion (EBU) und ihrer Mitgliedssender für den ESC. Sie entscheidet über die Regeln des Wettbewerbs, die Finanzierung der Veranstaltung und überwacht die Vorbereitung der ausrichtenden Rundfunkanstalt. Für den ESC 2025 hatte sie folgende Mitglieder:
| - Bakel Walden, SRG SSR, Vorsitzender - Martin Österdahl, EBU, Executive Supervisor - Moritz Stadler, SRG SSR, Executive Producer - Ebba Adielsson, SVT - Rachel Ashdown, BBC | - Felix Bergsson, RÚV - Ana María Bordas, RTVE - Carla Bugalho, RTP - Tomislav Štengl, HRT - Alexandra Wolfslast, NDR |

### Änderungen gegenüber den Vorjahren
Nach der Disqualifikation des niederländischen Teilnehmers kündigte die EBU eine neutrale Untersuchung der Ereignisse an. Auch mehrere Länder, wie Portugal oder Slowenien, äußerten formal Kritik. Infolge dieser Untersuchung führte die EBU einige Änderungen im Umfeld des Wettbewerbs durch:
- Ernennung eines Sicherheitsmanagers für das Umfeld der Teilnehmer.
- Reduzierung der Filmaufnahmen im Backstagebereich.
- Schaffung eines „Safespaces“ für die Teilnehmer, wo diese nicht gestört werden können.
- Formierung eines Krisenstabs aus Vertretern der EBU, aller teilnehmenden Länder sowie des veranstaltenden Senders, welcher im Ernstfall relevante Entscheidungen auf demokratischer Basis fällen soll.
- Schaffung der Position des Eurovision Director, welche mit Martin Green besetzt wurde.[25]

Die Niederlande hatten ihre Teilnahme unter anderem von diesen Änderungen abhängig gemacht.

### Moderation
Am 20. Januar 2025 wurde bekannt, dass Michelle Hunziker, Hazel Brugger und Sandra Studer das Finale moderieren würden. Brugger und Studer moderierten zudem gemeinsam die beiden Halbfinals.

### Bühne

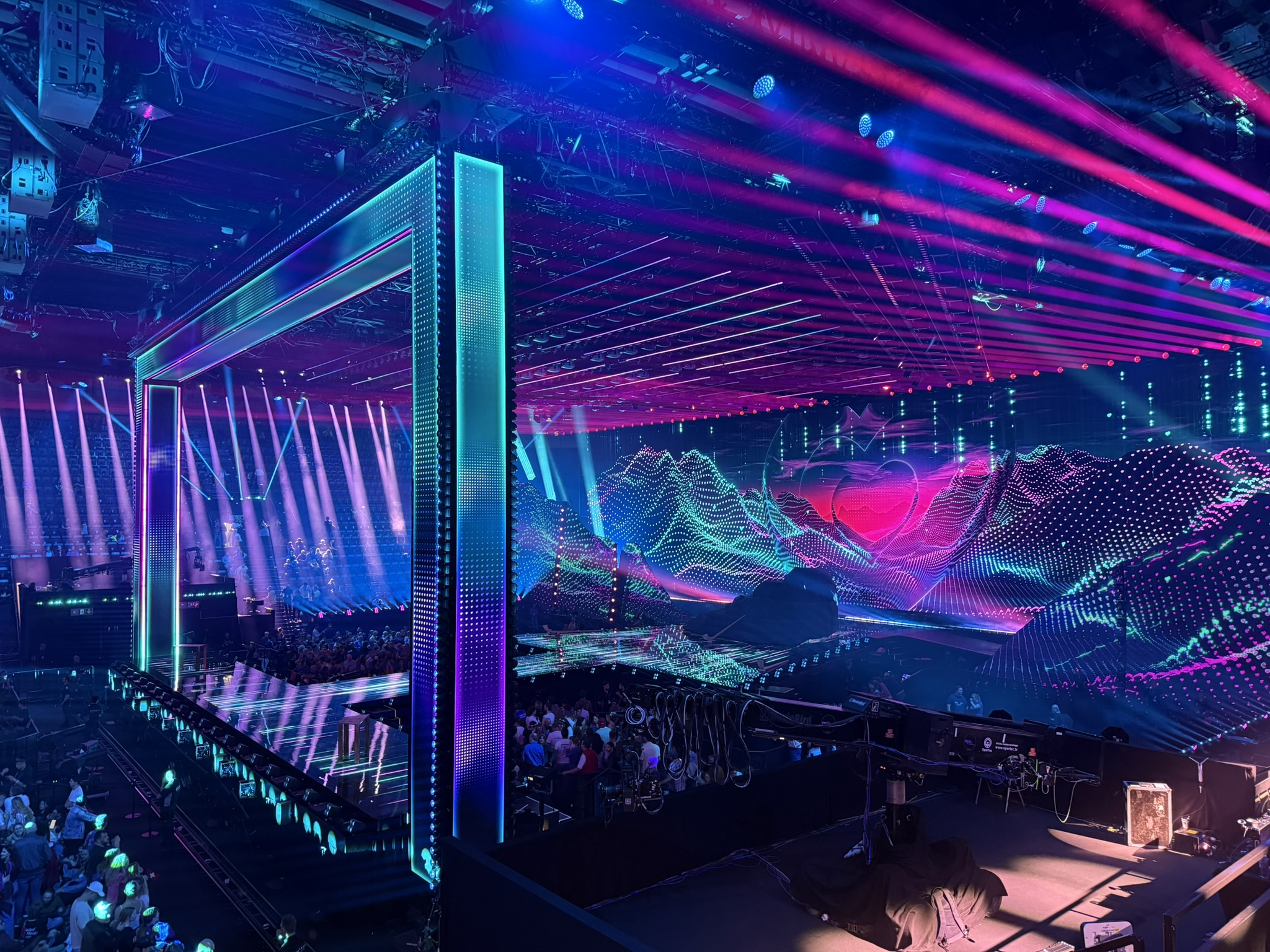
Die Bühne des ESC 2025

Im Dezember 2024 stellte die SRG das visuelle Konzept des ESC 2025 vor. Florian Wieder, ein Production Designer mit Schweizer Wurzeln, kreierte dafür ein als immersiv bezeichnetes Bühnenbild, das von den Bergen und der sprachlichen Vielfalt der Schweiz inspiriert war. Das Herzstück bildete ein rechteckiger LED-Bogen, der im April 2025 in der Mitte der Halle errichtet wurde. Er wurde nicht nur aus optischen Gründen eingebaut, sondern diente auch der Aufhängung eines Zwischenträgers für Material, da die Traglast des Hallendachs dafür nicht ausgereicht hätte. Zusammen mit der darunter liegenden breiten Vorderbühne bildete der LED-Bogen eine vierseitige Struktur, welche die vier Landessprachen darstellte.

### Postcards
Für die Postcards, d. h. die einminütigen Einspielfilme, die vor den Beiträgen ausgestrahlt wurden, wurden erstmals seit 2019 die Künstler wieder an einem Ort im Gastgeberland gefilmt. Die Liste der besuchten Schweizer Orte wurde von der SRG am 14. April veröffentlicht:
| Land                   | Ort, Kanton                      |
| ---------------------- | -------------------------------- |
| Albanien               | Basel, Basel-Stadt               |
| Armenien               | Betlis, St. Gallen               |
| Aserbaidschan          | Zürich, Kanton Zürich            |
| Australien             | Bern, Kanton Bern                |
| Belgien                | Jungfraujoch, Bern/Wallis        |
| Dänemark               | Greyerz, Freiburg                |
| Deutschland            | Basel, Basel-Stadt               |
| Estland                | Basel, Basel-Stadt               |
| Finnland               | Appenzell, Appenzell Innerrhoden |
| Frankreich             | Ascona, Tessin                   |
| Georgien               | Genf, Genf                       |
| Griechenland           | Peccia, Tessin                   |
| Irland                 | Genf, Genf                       |
| Island                 | Rapperswil, St. Gallen           |
| Israel                 | Morcote, Tessin                  |
| Italien                | Basel, Basel-Stadt               |
| Kroatien               | Zermatt, Wallis                  |
| Lettland               | Zürich, Zürich                   |
| Litauen                | Basel, Basel-Stadt               |
| Luxemburg              | Rugisbalm, Nidwalden             |
| Malta                  | Le Noirmont, Jura                |
| Montenegro             | Zürich, Zürich                   |
| Niederlande            | Filisur, Graubünden              |
| Norwegen               | Egnach, Thurgau                  |
| Österreich             | Emmental, Bern                   |
| Polen                  | Laax, Graubünden                 |
| Portugal               | Lavaux, Waadt                    |
| San Marino             | Bruzella, Tessin                 |
| Schweden               | Magglingen, Bern                 |
| Schweiz                | Basel, Basel-Stadt               |
| Serbien                | Vaz/Obervaz, Graubünden          |
| Slowenien              | Alp Raguta, Graubünden           |
| Spanien                | Luzern, Luzern                   |
| Tschechien             | Riburg, Aargau                   |
| Ukraine                | Basel, Basel-Stadt               |
| Vereinigtes Königreich | Zermatt, Wallis                  |
| Zypern                 | Basel, Basel-Stadt               |

### Abstimmungsregeln
Am 8. November 2024 gab Tomislav Štengl als Vertreter der EBU Reference Group bekannt, dass man das Abstimmungsverfahren des Vorjahres beibehalten werde. In den Halbfinalen gab es wie in den beiden Vorjahren eine reine Publikumsabstimmung. Jedes Land vergab einen Satz von 1–8, 10 und 12 Punkten per Telefon-, SMS- oder Onlineabstimmung.

Im Finale vergab jedes Land wie seit 2016 zwei Sätze von 1–8, 10 und 12 Punkten. Einer wurde wie in den Halbfinalen per Publikumsabstimmung vergeben, der andere stammte von einer fünfköpfigen Jury aus „Musikprofessionellen“, die bereits am Tag vor dem Finale auf Basis der vorletzten Generalprobe abstimmte. Zusätzlich gab es in allen drei Shows einen Rest-of-the-world-Punktesatz, der per kostenpflichtiger Onlineabstimmung in nicht teilnehmenden Ländern vergeben wurde.

## Teilnehmer

### Länder

Länder, die 2025 am Finale teilnehmen
Länder, die sich nicht für das Finale qualifiziert haben
Länder, die in der Vergangenheit teilgenommen haben, aber nicht 2025.

Am ESC teilnahmeberechtigt sind alle aktiven Vollmitglieder der Europäischen Rundfunkunion (EBU). Ausgenommen ist Australien, das seit 2015 gesondert eingeladen wird.
Die Anmeldefrist lief bis zum 15. September 2024. Bis zum 11. Oktober hatten die Sender die Möglichkeit, sich ohne Vertragsstrafe wieder von der Teilnahme zurückzuziehen. Am 12. Dezember 2024 veröffentlichte die EBU die Liste der Teilnehmerländer. Moldau zog am 22. Januar 2025 zum ersten Mal seit dem Debüt 2005 seine Teilnahme zurück. Montenegro wird zum ersten Mal seit 2022 wieder am Wettbewerb teilnehmen.
Gegen die Teilnahme Israels gab es im Zusammenhang mit dem Krieg in Gaza zahlreiche Proteste.

#### Ehemalige Teilnehmer
| Land                    | Grund und Bemerkungen | letzte Teilnahme |
| ----------------------- | --- | ---------------- |
| Andorra                 | Ràdio i Televisió d’Andorra (RTVA) erklärte am 26. Juni 2024, dass man 2025 nicht zum ESC zurückkehren werde. Genauere Gründe wurden nicht genannt. | 2009             |
| Bosnien und Herzegowina | Die bosnische Rundfunkanstalt Bosanskohercegovačka radiotelevizija (BHRT) steht seit 2016 aufgrund ausstehender Zahlungen (gemäß eines Gerichtsurteils vom Juli 2024 ca. 8,7 Millionen Euro) unter Sanktionen der EBU und ist deshalb vom ESC und ihren weiteren Programmen ausgeschlossen. Trotz Bemühungen der bosnischen Regierung, die finanzielle Handlungsfähigkeit des öffentlichen Rundfunks wiederherzustellen, erklärte BHRT am 17. Juli 2024, dass man 2025 nicht zum ESC zurückkehren werde. | 2016             |
| Bulgarien               | Bulgarien befand sich nicht auf der offiziellen Teilnehmerliste. BNT gab bei seiner Absage nach 2022 keine Gründe an. | 2022             |
| Marokko                 | Der marokkanische Sender Société nationale de radiodiffusion et de télévision (SNRT) äußerte sich nicht zu einer Teilnahme und erschien schlussendlich nicht auf der Teilnehmerliste. | 1980             |
| Monaco                  | Der monegassische Sender TVMonaco äußerte sich nicht zu einer Teilnahme und erschien schlussendlich nicht auf der Teilnehmerliste. | 2006             |
| Moldau                  | Obwohl der moldauische Rundfunk Teleradio-Moldova (TRM) seine Teilnahme am 16. November 2024 bestätigt und der Vorentscheid Etapa Națională 2025 bereits begonnen hatte, gab man am 22. Januar 2025 überraschend bekannt, dass man die Teilnahme zurückziehe. Als Grund nannte der Sender künstlerische, wirtschaftliche und administrative Herausforderungen. | 2024             |
| Nordmazedonien          | Nordmazedonien befand sich nicht auf der offiziellen Teilnehmerliste. Makedonska Radio Televizija (MRT) nahm zuletzt 2022 am Wettbewerb teil und zog sich danach aus finanziellen Gründen zurück. Der Programmrat des Senders setzte sich wie in den beiden Vorjahren vergeblich für eine Teilnahme ein. | 2022             |
| Rumänien                | Rumänien befand sich nicht auf der offiziellen Teilnehmerliste. Televiziunea Română (TVR) hatte sich 2024 aus finanziellen Gründen vom Wettbewerb zurückgezogen. | 2023             |
| Slowakei                | Rozhlas a televízia Slovenska (RTVS) gab am 8. April 2024 bekannt, dass man aufgrund von Budgetkürzungen beim Sender durch die neue Regierung 2025 nicht zum ESC zurückkehren werde. | 2012             |
| Türkei                  | Die Türkei befand sich nicht auf der offiziellen Teilnehmerliste. TRT begründet seine Abwesenheit nach 2012 mit Unzufriedenheit über die Big-5-Regel und die Wiedereinführung der Jurys. | 2012             |
| Ungarn                  | Ungarn befand sich nicht auf der offiziellen Teilnehmerliste. Die Duna gab keine Gründe für die Absage nach 2019 an. Regierungskritische Medien und Politiker warfen dem Sender vor, sich aufgrund von Homophobie vom ESC zurückgezogen zu haben, was dieser zurückwies. | 2019             |

#### Weitere EBU-Mitglieder
In folgenden Ländern gibt es aktive EBU-Vollmitglieder, die jedoch noch nie am ESC teilgenommen haben:
| - Ägypten | - Algerien | - Jordanien | - Libanon | - Tunesien | - Vatikanstadt |

#### EBU-Mitglied suspendiert
| Land     | Grund und Bemerkungen | letzte Teilnahme |
| -------- | --- | ---------------- |
| Belarus  | Am 1. Juli 2021 suspendierte die EBU die Mitgliedschaft des belarussischen Staatsfernsehens BTRC aufgrund der politischen Situation im Land und der Instrumentalisierung des Senders durch die Regierung. Dadurch ist eine Teilnahme am ESC nicht möglich. | 2019 a           |
| Russland | Am 26. Mai 2022 wurden die russischen Staatssender Perwy kanal und WGTRK als Reaktion auf den Überfall auf die Ukraine von der EBU suspendiert. Eine Teilnahme am ESC ist somit ausgeschlossen.                                                            | 2021             |

#### Kein EBU-Mitglied
| Land          | Grund und Bemerkungen |
| ------------- | --- |
| Kosovo        | Am 9. Mai 2024 erklärte Radio Televizioni i Kosovës (RTK), dass der Sender erstmals einen Antrag auf eine Mitgliedschaft in der EBU stellen wolle. Da der Staat Kosovo kein Teil der Internationalen Fernmeldeunion (ITU) ist, ist eine Aufnahme jedoch nicht möglich. Am 12. Juni 2024 bat RTK die EBU per Brief um eine außerordentliche Einladung für den ESC 2025. Diese wurde nicht gewährt. |
| Liechtenstein | Am 15. Mai 2024 berichtete das Liechtensteiner Vaterland, dass Radio Liechtenstein einen Antrag auf Aufnahme in die EBU gestellt habe. Dies hätte eine Teilnahme grundsätzlich ermöglicht, allerdings setzen die Regeln des Eurovision Song Contest eine Fernsehübertragung voraus. Schlussendlich wurde der Sender kein EBU-Mitglied.                                                            |

### Wiederkehrende Interpreten
| Land       | Interpret                                     | Vorherige(s) Teilnahmejahr(e) |
| ---------- | --------------------------------------------- | ----------------------------- |
| Lettland   | Annemarija Moiseja (Mitglied von Tautumeitas) | Begleitung: 2019              |
| Montenegro | Nina Žižić                                    | 2013 (gemeinsam mit Who See)  |
| Polen      | Justyna Steczkowska                           | 1995                          |

## Nationale Vorentscheidungen

### Deutschsprachige Länder

#### Belgien
Für die belgische Teilnahme war 2025 turnusgemäß der öffentlich-rechtliche Rundfunk der Flämischen Gemeinschaft VRT verantwortlich. Dieser veranstaltete wie bei der letzten Teilnahme 2023 den nationalen Vorentscheid Eurosong, dessen Finale am 1. Februar 2025 stattfand. Gewonnen wurde er von Red Sebastian mit Strobe Lights.

#### Deutschland
Innerhalb der ARD trug letztmals der seit 1996 zuständige NDR die Verantwortung für die Organisation der deutschen Teilnahme. Dieser wählte seinen Beitrag im Rahmen des nationalen Vorentscheids Chefsache ESC 2025 – Wer singt für Deutschland? in Kooperation mit dem Privatsender RTL Television und Stefan Raab, dessen Finale am 1. März 2025 stattfand. Sieger wurden Abor & Tynna mit Baller.

#### Luxemburg
RTL Télé Lëtzebuerg wählte seinen Beitrag wie im Vorjahr im Rahmen der nationalen Vorentscheidungsshow Luxembourg Song Contest, die am 25. Januar 2025 in der Rockhal in Esch stattfand und von Laura Thorn mit La poupée monte le son gewonnen wurde.

#### Österreich
Der ORF wählte seinen Beitrag wie in jedem Jahr seit 2017 intern aus. Am 3. Juli 2024 rief Peter Schreiber, einer der Scouts des ORF, zur Einreichung von Bewerbungen bis zum 15. September auf. Am 30. Januar 2025 wurde JJ im Ö3-Wecker als Interpret vorgestellt. Sein Lied Wasted Love wurde am 6. März veröffentlicht.

#### Schweiz
Die SRG SSR unter Federführung des SRF wählte ihren Beitrag in einem mehrstufigen internen Auswahlverfahren mit mehreren Publikums- und Fachjurys, das bereits seit 2019 zum Einsatz gekommen war. Der Zeitraum zur Einreichung von Bewerbungen lief vom 8. bis zum 22. August 2024. Insgesamt wurden 431 Beiträge eingereicht. Am 5. März 2025 wurde Zoë Më als Schweizer Act angekündigt. Ihr Lied Voyage wurde am 10. März veröffentlicht.

### Andere Länder

#### Übersicht
| Land                   | Sender    | Nationale Vorentscheidung               |
| ---------------------- | --------- | --------------------------------------- |
| Albanien               | RTSH      | Festivali i Këngës 2024                 |
| Armenien               | ARMTV     | Depi Jewratessil 2025                   |
| Aserbaidschan          | İTV       | interne Auswahl                         |
| Australien             | SBS       | interne Auswahl                         |
| Dänemark               | DR        | Dansk Melodi Grand Prix 2025            |
| Estland                | ERR       | Eesti Laul 2025                         |
| Finnland               | Yle       | Uuden Musiikin Kilpailu 2025            |
| Frankreich             | France TV | interne Auswahl                         |
| Georgien               | GPB       | interne Auswahl                         |
| Griechenland           | ERT       | Ethnikos Telikos 2025                   |
| Irland                 | RTÉ       | Eurosong 2025 Late Late Show Special    |
| Island                 | RÚV       | Söngvakeppnin 2025                      |
| Israel                 | Kan       | HaKokhav HaBa 2025 (Interpretin)        |
| Israel                 | Kan       | interne Auswahl (Lied)                  |
| Italien                | Rai       | Sanremo-Festival 2025 b                 |
| Kroatien               | HRT       | Dora 2025                               |
| Lettland               | LTV       | Supernova 2025                          |
| Litauen                | LRT       | Eurovizija.LT 2025                      |
| Malta                  | PBS       | Malta Eurovision Song Contest 2025      |
| Montenegro             | RTCG      | Montesong 2024                          |
| Niederlande            | AVROTROS  | interne Auswahl                         |
| Norwegen               | NRK       | Melodi Grand Prix 2025                  |
| Polen                  | TVP       | Wielki Finał Polskich Kwalifikacji 2025 |
| Portugal               | RTP       | Festival da Canção 2025                 |
| San Marino             | SMRTV     | San Marino Song Contest 2025            |
| Schweden               | SVT       | Melodifestivalen 2025                   |
| Serbien                | RTS       | Pesma za Evroviziju 2025                |
| Slowenien              | RTV SLO   | Evrovizijska Melodija 2025              |
| Spanien                | RTVE      | Benidorm Fest 2025                      |
| Tschechien             | ČT        | interne Auswahl                         |
| Ukraine                | UA:PBC    | Widbir 2025                             |
| Vereinigtes Königreich | BBC       | interne Auswahl                         |
| Zypern                 | CyBC      | interne Auswahl                         |

#### Auswahl des montenegrinischen Beitrags
Kurz nach dem Finale des montenegrinischen Vorentscheids Montesong 2024 wurde bekannt, dass die Band NeonoeN ihren Beitrag Clickbait bereits vor dem 1. September 2024 öffentlich aufgeführt hatte und damit gegen die Regeln des Eurovision Song Contest verstieß. Am 4. Dezember 2024 verzichteten NeonoeN nach Rücksprache mit Radio i Televizija Crne Gore (RTCG) freiwillig auf die Teilnahme am Eurovision Song Contest. RTCG kündigte an, in den darauf folgenden Tagen eine Entscheidung bezüglich des montenegrinischen Beitrags zu fällen. Am 8. Dezember wurde bekanntgegeben, dass die Zweitplatzierte des Vorentscheids, Nina Žižić, Montenegro vertreten werde.

#### Änderung des maltesischen Titels
Der maltesische Sender PBS musste den Titel seines Beitrags Kant (maltesisch für „singen“) eine Woche vor der Einreichungsfrist zu Serving abändern und alle Erwähnungen des Begriffs Kant aus dem Songtext streichen, obwohl dieser zuvor bereits von der EBU akzeptiert worden war. Grund hierfür war eine Beschwerde der britischen BBC bezüglich des gewollten phonetischen Gleichklangs zwischen Kant und dem englischen Vulgär-Schimpfwort cunt, das nach den britischen Jugendschutzgesetzen vor 21 Uhr im Fernsehen nicht ausgesprochen werden darf.

## Halbfinale

### Auslosung

Teilnehmer des 1. Halbfinales
Stimmberechtigte Staaten im 1. Halbfinale
Teilnehmer des 2. Halbfinales
Stimmberechtigte Staaten im 2. Halbfinale

Die Aufteilung der 31 teilnehmenden Länder auf die beiden Halbfinals wurde am 28. Januar 2025 in einer öffentlichen Zeremonie im Kunstmuseum Basel von den Moderatoren Jennifer Bosshard und Jan van Ditzhuijzen unter Aufsicht der zuständigen EBU-Funktionäre ausgelost.
Die Auslosung der Länder erfolgte aus fünf Lostöpfen, die nach dem Abstimmungsmuster der letzten 20 Jahre eingeteilt wurden, um sogenanntes „Nachbarschaftsvoting“ zu vermeiden:
| Topf 1                                                                          | Topf 2                                                           | Topf 3                                                                | Topf 4                                                           | Topf 5                                                            |
| ------------------------------------------------------------------------------- | ---------------------------------------------------------------- | --------------------------------------------------------------------- | ---------------------------------------------------------------- | ----------------------------------------------------------------- |
| - Belgien - Tschechien - Estland - Litauen - Luxemburg - Lettland - Niederlande | - Armenien - Aserbaidschan - Georgien - Israel - Polen - Ukraine | - Albanien - Österreich - Kroatien - Montenegro - Serbien - Slowenien | - Zypern - Griechenland - Irland - Malta - Portugal - San Marino | - Australien - Dänemark - Finnland - Island - Norwegen - Schweden |

Zusätzlich wurde ausgelost, in welcher Hälfte der Show die Teilnehmer in ihrem jeweiligen Halbfinale auftreten würden und in welchem der beiden Halbfinale die für das Finale vorqualifizierten Big-Five-Länder Deutschland, Frankreich, Italien, Spanien und das Vereinigte Königreich sowie Gastgeber Schweiz auftreten und stimmberechtigt sein würden.

### Erstes Halbfinale
Das erste Halbfinale fand am 13. Mai 2025 ab 21:00 Uhr (MESZ) statt. Spanien, Italien und die Schweiz traten in diesem Halbfinale auf und waren abstimmungsberechtigt.
Die Show wurde von Alphornbläsern und Jodlern eröffnet, die die Siegertitel Arcade und The Code performten. Als Pausenfüller während der Abstimmung führten die Moderatorinnen Hazel Brugger und Sandra Studer gemeinsam mit der dreimaligen ESC-Moderatorin Petra Mede die Comedy-Revuenummer Made in Switzerland auf. Während der Auswertung des Votings sangen die Vorjahresteilnehmer Jerry Heil, Iolanda, Marina Satti und Silvester Belt gemeinsam Ne partez pas sans moi. Am Ende der Show trat Jørgen Olsen mit einer umgedichteten Version seines Siegertitels Fly on the Wings of Love mit dem Titel des Slogans United by Music auf.
Die Startreihenfolge war vom Wettbewerbsproduzenten Christer Björkman im Vorfeld festgelegt worden, wobei jedes Land zuvor eine Starthälfte zugelost bekommen hatte.
| Platz | Startnr. | Land          | Interpret           | Lied Musik (M) und Text (T) | Sprache               | Übersetzung (inoffiziell)      | Punkte |
| ----- | -------- | ------------- | ------------------- | --- | --------------------- | ------------------------------ | ------ |
| 01.   | 5        | Ukraine       | Ziferblat           | Bird of Pray M: Walentyn Leschtschynskyj, Danyjil Leschtschynskyj, Fedir Chodakow; T: Walentyn Leschtschynskyj                                          | Englisch, Ukrainisch  | Gebetsvogel                    | 137    |
| 02.   | 12       | Albanien      | Shkodra Elektronike | Zjerm M: Beatriçe Gjergji, Kolë Laca; T: Beatriçe Gjergji, Lekë Gjeloshi                                                                                | Albanisch             | Feuer                          | 122    |
| 03.   | 13       | Niederlande   | Claude              | C’est la vie M/T: Arno Krabman, Claude Kiambe, Joren van der Voort, Léon Paul Palmen                                                                    | Französisch, Englisch | So ist das Leben               | 121    |
| 04.   | 6        | Schweden      | KAJ                 | Bara bada bastu M/T: Anderz Wrethov, Axel Åhman, Jakob Norrgård, Kevin Holmström, Kristofer Strandberg, Robert Skowronski                               | Schwedisch c          | Einfach in die Sauna gehen     | 118    |
| 05.   | 4        | Estland       | Tommy Cash          | Espresso Macchiato M/T: Tomas Tammemets, Johannes Naukkarinen                                                                                           | Italienisch, Englisch | –                              | 113    |
| 06.   | 1        | Island        | Væb                 | Róa M/T: Gunnar Björn Gunnarsson, Hálfdán Helgi Matthíasson, Ingi Þór Garðarsson, Matthías Davíð Matthíasson                                            | Isländisch            | Rudern                         | 097    |
| 07.   | 2        | Polen         | Justyna Steczkowska | Gaja M: Justyna Steczkowska, Emilian Waluchowski, Patryk Kumór, Dominic Buczkowski-Wojtaszek; T: Justyna Steczkowska, Patryk Kumór, Emilian Waluchowski | Polnisch, Englisch    | Gaia                           | 085    |
| 08.   | 8        | Norwegen      | Kyle Alessandro     | Lighter M/T: Kyle Alessandro Helgesen Villalobos, Adam Allskog                                                                                          | Englisch              | Feuerzeug                      | 082    |
| 09.   | 7        | Portugal      | NAPA                | Deslocado M: André Santos, Diogo Góis, Francisco Sousa, João Guilherme Gomes, João Lourenço Gomes, João Rodrigues; T: João Guilherme Gomes              | Portugiesisch         | Fehl am Platz                  | 056    |
| 10.   | 11       | San Marino    | Gabry Ponte         | Tutta l’Italia M/T: Andrea Bonomo, Edwyn Roberts, Gabriele Ponte                                                                                        | Italienisch           | Ganz Italien                   | 046    |
| 11.   | 15       | Zypern        | Theo Evan           | Shh M/T: Dimitris Kontopoulos, Elke Tiel, Elsie Bay, Lasse Nymann, Linda Dale                                                                           | Englisch              | –                              | 044    |
| 12.   | 14       | Kroatien      | Marko Bošnjak       | Poison Cake M: Bas Wissink, Ben Pyne, Emma Gale, Marko Bošnjak; T: Ben Pyne, Emma Gale                                                                  | Englisch              | Giftkuchen                     | 028    |
| 13.   | 3        | Slowenien     | Klemen              | How Much Time Do We Have Left M/T: Klemen Slakonja | Englisch              | Wie viel Zeit bleibt uns noch? | 023    |
| 14.   | 9        | Belgien       | Red Sebastian       | Strobe Lights M/T: Seppe Herreman, Billie Bentein, Astrid Roelants, Willem Vanderstichele                                                               | Englisch              | Stroboskoplichter              | 023    |
| 15.   | 10       | Aserbaidschan | Mamagama            | Run with U M: Asəf Mişiyev, Həsən Heydər, Roman Zilyanev; T: Asəf Mişiyev                                                                               | Englisch              | Mit dir laufen                 | 007    |

#### Punktetafel erstes Halbfinale
| Abstimmungsergebnis | Abstimmungsergebnis | Abstimmungsergebnis | Abstimmungsergebnis | Abstimmungsergebnis | Abstimmungsergebnis | Abstimmungsergebnis | Abstimmungsergebnis | Abstimmungsergebnis | Abstimmungsergebnis | Abstimmungsergebnis | Abstimmungsergebnis | Abstimmungsergebnis | Abstimmungsergebnis | Abstimmungsergebnis | Abstimmungsergebnis | Abstimmungsergebnis | Abstimmungsergebnis | Abstimmungsergebnis | Abstimmungsergebnis | Abstimmungsergebnis | Abstimmungsergebnis | Abstimmungsergebnis | Abstimmungsergebnis |
| Startnr.            | Land                | Platz               | Punkte              | AL                  | AZ                  | BE                  | EE                  | IS                  | IT                  | HR                  | NL                  | NO                  | PL                  | PT                  | SM                  | SE                  | CH                  | SI                  | ES                  | UA                  | CY                  | WO                  | Votings             |
| ------------------- | ------------------- | ------------------- | ------------------- | ------------------- | ------------------- | ------------------- | ------------------- | ------------------- | ------------------- | ------------------- | ------------------- | ------------------- | ------------------- | ------------------- | ------------------- | ------------------- | ------------------- | ------------------- | ------------------- | ------------------- | ------------------- | ------------------- | ------------------- |
| 01                  | Island              | 06.                 | 097                 | 5                   | –                   | 5                   | 7                   |                     | 4                   | 7                   | 10                  | 8                   | 6                   | 2                   | –                   | 12                  | 4                   | 5                   | 5                   | 2                   | 7                   | 8                   | 16                  |
| 02                  | Polen               | 07.                 | 085                 | 2                   | 1                   | 10                  | –                   | 7                   | 3                   | 1                   | 12                  | 7                   |                     | 4                   | –                   | 7                   | 6                   | –                   | 10                  | 5                   | 4                   | 6                   | 15                  |
| 03                  | Slowenien           | 13.                 | 023                 | 1                   | 2                   | –                   | 3                   | –                   | –                   | 6                   | –                   | 1                   | –                   | –                   | 8                   | –                   | –                   |                     | –                   | 1                   | 1                   | –                   | 08                  |
| 04                  | Estland             | 05.                 | 113                 | 8                   | 10                  | 4                   |                     | 6                   | 8                   | 12                  | 6                   | 6                   | 8                   | 6                   | 10                  | 6                   | 3                   | 1                   | 4                   | 3                   | 8                   | 4                   | 18                  |
| 05                  | Ukraine             | 01.                 | 137                 | 10                  | 7                   | 6                   | 8                   | 4                   | 7                   | 4                   | 8                   | 5                   | 12                  | 12                  | 6                   | 4                   | 2                   | 8                   | 12                  |                     | 12                  | 10                  | 18                  |
| 06                  | Schweden            | 04.                 | 118                 | 6                   | 4                   | 8                   | 12                  | 12                  | 6                   | 8                   | 7                   | 12                  | 7                   | 7                   | –                   |                     | 7                   | 4                   | 2                   | 4                   | 5                   | 7                   | 17                  |
| 07                  | Portugal            | 09.                 | 056                 | –                   | –                   | 3                   | 6                   | 1                   | 1                   | –                   | 3                   | 3                   | 3                   |                     | 4                   | 2                   | 8                   | 3                   | 7                   | 7                   | –                   | 5                   | 14                  |
| 08                  | Norwegen            | 08.                 | 082                 | 3                   | 8                   | 2                   | 5                   | 10                  | 2                   | 5                   | 2                   |                     | 5                   | 3                   | –                   | 5                   | 1                   | 2                   | 8                   | 12                  | 6                   | 3                   | 17                  |
| 09                  | Belgien             | 14.                 | 023                 | –                   | –                   |                     | 1                   | 5                   | –                   | –                   | 5                   | –                   | –                   | –                   | 12                  | –                   | –                   | –                   | –                   | –                   | –                   | –                   | 04                  |
| 10                  | Aserbaidschan       | 15.                 | 007                 | –                   |                     | –                   | –                   | –                   | –                   | –                   | –                   | –                   | –                   | –                   | 7                   | –                   | –                   | –                   | –                   | –                   | –                   | –                   | 01                  |
| 11                  | San Marino          | 10.                 | 046                 | 4                   | 5                   | 1                   | 4                   | 3                   | 12                  | 2                   | –                   | 2                   | 1                   | 1                   |                     | 3                   | 5                   | –                   | 1                   | –                   | 2                   | –                   | 14                  |
| 12                  | Albanien            | 02.                 | 122                 |                     | 6                   | 7                   | 2                   | 2                   | 10                  | 10                  | 4                   | 4                   | 10                  | 8                   | 1                   | 10                  | 10                  | 7                   | 6                   | 10                  | 3                   | 12                  | 18                  |
| 13                  | Niederlande         | 03.                 | 121                 | 7                   | 3                   | 12                  | 10                  | 8                   | 5                   | 3                   |                     | 10                  | 4                   | 10                  | 3                   | 8                   | 12                  | 6                   | 3                   | 6                   | 10                  | 1                   | 18                  |
| 14                  | Kroatien            | 12.                 | 028                 | –                   | –                   | –                   | –                   | –                   | –                   |                     | 1                   | –                   | 2                   | –                   | 2                   | 1                   | –                   | 12                  | –                   | 8                   | –                   | 2                   | 07                  |
| 15                  | Zypern              | 11.                 | 044                 | 12                  | 12                  | –                   | –                   | –                   | –                   | –                   | –                   | –                   | –                   | 5                   | 5                   | –                   | –                   | 10                  | –                   | –                   |                     | –                   | 05                  |

- Die wenigsten Gesamt-Votings:  Aserbaidschan – 1
- Die wenigsten Gesamt-Punkte:  Aserbaidschan – 7
- Die meisten Gesamt-Votings:  Albanien,  Estland,  Niederlande,  Ukraine – 18
- Die meisten Gesamt-Punkte:  Ukraine – 137

#### Statistik der Zwölf-Punkte-Vergabe (Erstes Halbfinale)
| Anzahl | Land        | erhalten von                     |
| ------ | ----------- | -------------------------------- |
| 4      | Ukraine     | Portugal, Polen, Spanien, Zypern |
| 3      | Schweden    | Estland, Island, Norwegen        |
| 2      | Niederlande | Belgien, Schweiz                 |
| 2      | Zypern      | Albanien, Aserbaidschan          |
| 1      | Albanien    | Rest der Welt                    |
| 1      | Belgien     | San Marino                       |
| 1      | Estland     | Kroatien                         |
| 1      | Island      | Schweden                         |
| 1      | Kroatien    | Slowenien                        |
| 1      | Norwegen    | Ukraine                          |
| 1      | Polen       | Niederlande                      |
| 1      | San Marino  | Italien                          |

### Zweites Halbfinale
Das zweite Halbfinale fand am 15. Mai 2025 ab 21:00 Uhr (MESZ) statt. Das Vereinigte Königreich, Frankreich und Deutschland traten in diesem Halbfinale auf und waren abstimmungsberechtigt.
Die Show eröffnete mit einem Introfilm über einen Eurovision-Fan aus Basel, der alle in seiner Heimatstadt Willkommen hieß. Als Pausenfüller während der Abstimmung traten Gjon’s Tears, The Roop, Efendi und Destiny Chukunyere mit ihren Beiträgen zum abgesagten ESC 2020 auf. Sandra Studer sang als Abschluss der Show Insieme, das italienische Siegerlied von 1990.
Die Startreihenfolge wurde vom Wettbewerbsproduzenten Christer Björkman im Vorfeld festgelegt, wobei jedes Land zuvor eine Starthälfte zugelost bekommen hatte.
| Platz | Startnr. | Land         | Interpret                         | Lied Musik (M) und Text (T) | Sprache                          | Übersetzung (inoffiziell)    | Punkte |
| ----- | -------- | ------------ | --------------------------------- | --- | -------------------------------- | ---------------------------- | ------ |
| 01.   | 14       | Israel       | Yuval Raphael יובל רפאל           | New Day Will Rise M/T: Keren Peles | Englisch, Französisch, Hebräisch | Ein neuer Tag wird anbrechen | 203    |
| 02.   | 4        | Lettland     | Tautumeitas                       | Bur man laimi M: Asnate Rancāne, Aurēlija Rancāne, Elvis Lintiņš, Laura Līcīte; T: Aurēlija Rancāne, Laura Līcīte, Asnate Rancāne, Gabriēla Zvaigznīte       | Lettisch                         | Bring mir Glück              | 130    |
| 03.   | 16       | Finnland     | Erika Vikman                      | Ich komme M/T: Christel Roosberg, Jori Roosberg | Finnisch mit deutschem Titel     | –                            | 115    |
| 04.   | 7        | Griechenland | Klavdia Κλαυδία                   | Asteromata (Αστερομάτα) M: Arcade, Klavdia Papadopoulou; T: Arcade                                                                                           | Griechisch                       | Sternenklare Augen           | 112    |
| 05.   | 6        | Österreich   | JJ                                | Wasted Love M/T: Johannes Pietsch, Teodora Špirić, Thomas Thurner                                                                                            | Englisch                         | Verschwendete Liebe          | 104    |
| 06.   | 8        | Litauen      | Katarsis                          | Tavo akys M/T: Lukas Radzevičius | Litauisch                        | Deine Augen                  | 103    |
| 07.   | 13       | Luxemburg    | Laura Thorn                       | La poupée monte le son M: Christophe Houssin, Julien Salvia, Ludovic-Alexandre Vidal; T: Julien Salvia, Ludovic-Alexandre Vidal                              | Französisch                      | Die Puppe dreht den Ton auf  | 062    |
| 08.   | 11       | Dänemark     | Sissal                            | Hallucination M/T: Chris Chordz, Line Spangsberg, Linnea Deb, Malthe Johansen, Marcus Winther-John, Melanie Wehbe, Sissal Jóhanna Norðberg Niclasen          | Englisch                         | Halluzination                | 061    |
| 09.   | 9        | Malta        | Miriana Conte                     | Serving M/T: Benjamin Schmid, Sarah Evelyn Fullerton, Matthew Mercieca, Miriana Conte                                                                        | Englisch                         | Bedienen                     | 053    |
| 10.   | 5        | Armenien     | PARG Պարգ                         | Survivor M/T: Alex Wilke, Armen Paul, Benji Alasu, Eva Voskanjan, Jon Aljidi, Joshua Curran, Martin Mooradian, Pargew Wardanjan, Peter Boström, Thomas G:son | Englisch d                       | Überlebender                 | 051    |
| 11.   | 1        | Australien   | Go-Jo                             | Milkshake Man M/T: Jason Bovino, George Sheppard, Marty Zambotto, Amy Sheppard                                                                               | Englisch e                       | Milchshake-Mann              | 041    |
| 12.   | 12       | Tschechien   | Adonxs                            | Kiss Kiss Goodbye M/T: Adam Pavlovčin, Adriano Lopes Da Silva, Inés Coulon, George Masters-Clark, Lorenzo Calvo, Michaela Charvátová, Ronald Janeček         | Englisch                         | Kuss, Kuss, auf Wiedersehen  | 029    |
| 13.   | 3        | Irland       | Emmy                              | Laika Party M/T: Emmy Kristine Guttulsrud Kristiansen, Erlend Guttulsrud Kristiansen, Henrik Østlund, Larissa Tormey, Truls Marius Aarra                     | Englisch                         | Laika-Party                  | 028    |
| 14.   | 15       | Serbien      | Princ Принц                       | Mila (Мила) M/T: Dušan Bačić | Serbisch                         | Liebling                     | 028    |
| 15.   | 10       | Georgien     | Mariam Schengelia მარიამ შენგელია | Freedom M: Keti Gabissiani; T: Buka Kartosia | Georgisch, Englisch              | Freiheit                     | 028    |
| 16.   | 2        | Montenegro   | Nina Žižić Нина Жижић             | Dobrodošli (Добродошли) M: Boris Subotić, Darko Dimitrov; T: Boris Subotić, Violeta Mihajlovska Milić                                                        | Montenegrinisch                  | Willkommen                   | 012    |

#### Punktetafel zweites Halbfinale
| Abstimmungsergebnis | Abstimmungsergebnis | Abstimmungsergebnis | Abstimmungsergebnis | Abstimmungsergebnis | Abstimmungsergebnis | Abstimmungsergebnis | Abstimmungsergebnis | Abstimmungsergebnis | Abstimmungsergebnis | Abstimmungsergebnis | Abstimmungsergebnis | Abstimmungsergebnis | Abstimmungsergebnis | Abstimmungsergebnis | Abstimmungsergebnis | Abstimmungsergebnis | Abstimmungsergebnis | Abstimmungsergebnis | Abstimmungsergebnis | Abstimmungsergebnis | Abstimmungsergebnis | Abstimmungsergebnis | Abstimmungsergebnis | Abstimmungsergebnis |
| Startnr.            | Land                | Platz               | Punkte              | AM                  | AU                  | DK                  | DE                  | FI                  | FR                  | GE                  | GR                  | IE                  | IL                  | LV                  | LT                  | LU                  | MT                  | ME                  | AT                  | RS                  | CZ                  | UK                  | WO                  | Votings             |
| ------------------- | ------------------- | ------------------- | ------------------- | ------------------- | ------------------- | ------------------- | ------------------- | ------------------- | ------------------- | ------------------- | ------------------- | ------------------- | ------------------- | ------------------- | ------------------- | ------------------- | ------------------- | ------------------- | ------------------- | ------------------- | ------------------- | ------------------- | ------------------- | ------------------- |
| 01                  | Australien          | 11.                 | 041                 | –                   |                     | 3                   | 2                   | 5                   | –                   | 1                   | –                   | 3                   | –                   | 6                   | 6                   | –                   | 5                   | –                   | 2                   | –                   | 1                   | 5                   | 2                   | 12                  |
| 02                  | Montenegro          | 16.                 | 012                 | –                   | –                   | –                   | –                   | –                   | –                   | –                   | –                   | –                   | –                   | –                   | –                   | –                   | –                   |                     | –                   | 12                  | –                   | –                   | –                   | 01                  |
| 03                  | Irland              | 13.                 | 028                 | –                   | 2                   | 2                   | –                   | 2                   | –                   | –                   | –                   |                     | –                   | 4                   | 2                   | 2                   | 6                   | –                   | –                   | –                   | –                   | 7                   | 1                   | 09                  |
| 04                  | Lettland            | 02.                 | 130                 | 4                   | 7                   | 8                   | 8                   | 10                  | 6                   | 7                   | 3                   | 8                   | 4                   |                     | 12                  | 7                   | 3                   | 3                   | 8                   | 4                   | 10                  | 8                   | 10                  | 19                  |
| 05                  | Armenien            | 10.                 | 051                 |                     | –                   | –                   | –                   | –                   | 8                   | 12                  | 8                   | –                   | 12                  | 1                   | 5                   | –                   | 1                   | –                   | –                   | 1                   | 3                   | –                   | –                   | 09                  |
| 06                  | Österreich          | 05.                 | 104                 | 8                   | 3                   | 7                   | 5                   | 7                   | 1                   | 6                   | 10                  | 6                   | 6                   | 7                   | 8                   | 4                   | 7                   | 7                   |                     | 6                   | 6                   | –                   | –                   | 17                  |
| 07                  | Griechenland        | 04.                 | 112                 | 12                  | 5                   | 4                   | 10                  | 1                   | 7                   | 5                   |                     | 1                   | 8                   | –                   | –                   | 10                  | 8                   | 10                  | 7                   | 10                  | 4                   | 3                   | 7                   | 17                  |
| 08                  | Litauen             | 06.                 | 103                 | 1                   | 1                   | 6                   | 7                   | 6                   | 5                   | 8                   | 4                   | 10                  | –                   | 12                  |                     | 8                   | 2                   | 5                   | –                   | 5                   | 8                   | 10                  | 5                   | 17                  |
| 09                  | Malta               | 09.                 | 053                 | 7                   | 8                   | 1                   | –                   | 3                   | –                   | 2                   | 6                   | 4                   | 5                   | –                   | –                   | 3                   |                     | 4                   | 1                   | 2                   | 2                   | 2                   | 3                   | 15                  |
| 10                  | Georgien            | 15.                 | 028                 | 10                  | –                   | –                   | –                   | –                   | –                   |                     | 5                   | –                   | 7                   | 3                   | 3                   | –                   | –                   | –                   | –                   | –                   | –                   | –                   | –                   | 05                  |
| 11                  | Dänemark            | 08.                 | 061                 | 3                   | 6                   |                     | 4                   | 8                   | 3                   | –                   | –                   | 5                   | 1                   | 2                   | 4                   | 1                   | 4                   | 2                   | 3                   | –                   | 5                   | 6                   | 4                   | 16                  |
| 12                  | Tschechien          | 12.                 | 029                 | 5                   | –                   | –                   | –                   | –                   | –                   | 3                   | –                   | –                   | 3                   | –                   | –                   | 5                   | –                   | –                   | 5                   | –                   |                     | –                   | 8                   | 06                  |
| 13                  | Luxemburg           | 07.                 | 062                 | –                   | 4                   | 5                   | 3                   | 4                   | 10                  | –                   | 7                   | 2                   | 10                  | 5                   | 1                   |                     | –                   | 1                   | 6                   | 3                   | –                   | 1                   | –                   | 14                  |
| 14                  | Israel              | 01.                 | 203                 | 2                   | 12                  | 12                  | 12                  | 12                  | 12                  | 10                  | 12                  | 12                  |                     | 10                  | 10                  | 12                  | 12                  | 8                   | 12                  | 7                   | 12                  | 12                  | 12                  | 19                  |
| 15                  | Serbien             | 14.                 | 028                 | –                   | –                   | –                   | 1                   | –                   | 4                   | –                   | 1                   | –                   | –                   | –                   | –                   | –                   | –                   | 12                  | 10                  |                     | –                   | –                   | –                   | 05                  |
| 16                  | Finnland            | 03.                 | 115                 | 6                   | 10                  | 10                  | 6                   |                     | 2                   | 4                   | 2                   | 7                   | 2                   | 8                   | 7                   | 6                   | 10                  | 6                   | 4                   | 8                   | 7                   | 4                   | 6                   | 19                  |

- Die wenigsten Gesamt-Votings:  Montenegro – 1
- Die wenigsten Gesamt-Punkte:  Montenegro – 12
- Die meisten Gesamt-Votings:  Finnland,  Israel,  Lettland – 19
- Die meisten Gesamt-Punkte:  Israel – 203

#### Statistik der Zwölf-Punkte-Vergabe (Zweites Halbfinale)
| Anzahl | Land         | erhalten von |
| ------ | ------------ | --- |
| 13     | Israel       | Australien, Dänemark, Deutschland, Frankreich, Finnland, Griechenland, Irland, Luxemburg, Malta, Österreich, Tschechien, Vereinigtes Königreich, Rest der Welt |
| 2      | Armenien     | Georgien, Israel |
| 1      | Griechenland | Armenien |
| 1      | Lettland     | Litauen |
| 1      | Litauen      | Lettland |
| 1      | Montenegro   | Serbien |
| 1      | Serbien      | Montenegro |

## Finale
Das Finale fand am 17. Mai 2025 ab 21:00 Uhr (MESZ) statt. Zu den 20 Qualifikanten aus den Halbfinalen kamen die sogenannten Big Five, das heißt die fünf größten Geldgeber des ESC, sowie das Gastgeberland Schweiz, die automatisch für das Finale vorqualifiziert waren. Dänemark nahm zum ersten Mal nach sechs Jahren, Malta und San Marino zum ersten Mal nach vier Jahren, Island und die Niederlande zum ersten Mal nach drei Jahren, Albanien und Polen zum ersten Mal nach zwei Jahren am Finale teil.
Das Intro der Show bildete eine James-Bond-Parodie um den heiß vermissten Koffer mit dem ESC-Pokal: Ein Fallschirmspringer stürzt sich damit über dem Herz der Schweizer Alpen, über dem Dreigestirn von Eiger, Mönch und Jungfrau, aus dem Flugzeug und verliert den Koffer bei der Schirmöffnung (Musik: Fly on the Wings of Love, Siegertitel ESC 2000). Ein Freestyle-Skier kann den Koffer trotzdem einfangen. Nach dem Umstieg auf ein Fahrrad erreicht der Koffer die Downhill-Strecke oberhalb von Chur im Rheintal, wird aber aufgehalten von einer Herde von Kupferhalsziegen (Musik: Ein bißchen Frieden, Siegertitel ESC 1982). Als der Fahrrad-Fahrer bei einer Positionsangabe anhält, fällt ihm der Koffer von der Brücke Ponte dei Salti in die Verzasca. Ein Kanute verfolgt den Koffer und kann ihn mit einer Eskimorolle aus dem Wasser ziehen (Musik: Rise Like a Phoenix, Siegertitel ESC 2014). Der Kanute ist dann auf dem Rhein vor dem Basler Münster zu sehen und übergibt den Koffer für die Sendung bei der Mittleren Brücke einer Rollstuhlfahrerin, die ihn in die St. Jakobshalle bringt. Nemo möchte dort den Pokal in die Hand nehmen, aber Sandra Studer spricht ein deutliches „You – don’t touch“, weil Nemo den Pokal nach der Siegerehrung im Vorjahr zerbrochen hatte. Danach eröffnete Nemo die Show musikalisch mit dem Vorjahressiegertitel The Code, gefolgt von der Flaggenparade der 26 Teilnehmer.
Als Pausenfüller während der Abstimmung traten Peter Reber und Marc Dietrich von Peter, Sue & Marc, Paola Felix, Luca Hänni und Gjon’s Tears mit einem Medley ihrer jeweiligen ESC-Beiträge Io senza te (1981), Cinéma (1980), She Got Me (2019) und Tout l’univers (2021) auf. Zudem gab es ein Duett der Televotingsieger der beiden Vorjahre Käärijä und Baby Lasagna, die ein Mashup ihrer Beiträge Cha Cha Cha und Rim tim tagi dim sowie den gemeinsamen Song #eurodab gesungen haben, und Nemo trat mit der neuen Single Unexplainable auf.
Begleitet wurde die Veranstaltung von Protesten gegen die Teilnahme Israels – in den Straßen Basels und in der Halle. Ein versuchter Farbanschlag auf die israelische Sängerin während ihres Auftritts wurde von Sicherheitskräften verhindert.

### Platzierungen
| Platz | Startnr. | Land                   | Interpret               | Lied Musik (M) und Text (T) | Sprache                          | Übersetzung (inoffiziell)          | Punkte    | Punkte    | Punkte |
| Platz | Startnr. | Land                   | Interpret               | Lied Musik (M) und Text (T) | Sprache                          | Übersetzung (inoffiziell)          | Jury      | Zuschauer | Gesamt |
| ----- | -------- | ---------------------- | ----------------------- | --- | -------------------------------- | ---------------------------------- | --------- | --------- | ------ |
| 01.   | 9        | Österreich             | JJ                      | Wasted Love M/T: Johannes Pietsch, Teodora Špirić, Thomas Thurner                                                                                            | Englisch                         | Verschwendete Liebe                | 258 (1.)  | 178 (4.)  | 436    |
| 02.   | 4        | Israel                 | Yuval Raphael יובל רפאל | New Day Will Rise M/T: Keren Peles | Englisch, Französisch, Hebräisch | Ein neuer Tag wird anbrechen       | 060 (15.) | 297 (1.)  | 357    |
| 03.   | 3        | Estland                | Tommy Cash              | Espresso Macchiato M/T: Tomas Tammemets, Johannes Naukkarinen                                                                                                | Italienisch, Englisch            | –                                  | 098 (9.)  | 258 (2.)  | 356    |
| 04.   | 23       | Schweden               | KAJ                     | Bara bada bastu M/T: Anderz Wrethov, Axel Åhman, Jakob Norrgård, Kevin Holmström, Kristofer Strandberg, Robert Skowronski                                    | Schwedisch h                     | Einfach in die Sauna gehen         | 126 (6.)  | 195 (3.)  | 321    |
| 05.   | 14       | Italien                | Lucio Corsi             | Volevo essere un duro M/T: Lucio Corsi, Tommaso Ottomano | Italienisch                      | Ich wollte ein harter Kerl sein    | 159 (4.)  | 097 (10.) | 256    |
| 06.   | 17       | Griechenland           | Klavdia Κλαυδία         | Asteromata (Αστερομάτα) M: Arcade, Klavdia Papadopoulou; T: Arcade                                                                                           | Griechisch                       | Sternenklare Augen                 | 105 (8.)  | 126 (8.)  | 231    |
| 07.   | 24       | Frankreich             | Louane                  | Maman M: Anne Peichert, Tristan Salvati; T: Anne Peichert | Französisch                      | Mama                               | 180 (3.)  | 050 (14.) | 230    |
| 08.   | 26       | Albanien               | Shkodra Elektronike     | Zjerm M: Beatriçe Gjergji, Kolë Laca; T: Beatriçe Gjergji, Lekë Gjeloshi                                                                                     | Albanisch                        | Feuer                              | 045 (16.) | 173 (5.)  | 218    |
| 09.   | 7        | Ukraine                | Ziferblat               | Bird of Pray M: Walentyn Leschtschynskyj, Danyjil Leschtschynskyj, Fedir Chodakow; T: Walentyn Leschtschynskyj                                               | Englisch, Ukrainisch             | Gebetsvogel                        | 060 (14.) | 158 (6.)  | 218    |
| 10.   | 19       | Schweiz                | Zoë Më                  | Voyage M/T: Zoë Kressler, Emily Middlemas, Tom Oehler | Französisch                      | Reise                              | 214 (2.)  | 000 (26.) | 214    |
| 11.   | 13       | Finnland               | Erika Vikman            | Ich komme M/T: Christel Roosberg, Jori Roosberg | Finnisch mit deutschem Titel     | –                                  | 088 (11.) | 108 (9.)  | 196    |
| 12.   | 12       | Niederlande            | Claude                  | C’est la vie M/T: Arno Krabman, Claude Kiambe, Joren van der Voort, Léon Paul Palmen                                                                         | Französisch, Englisch            | So ist das Leben                   | 133 (5.)  | 042 (16.) | 175    |
| 13.   | 11       | Lettland               | Tautumeitas             | Bur man laimi M: Asnate Rancāne, Aurēlija Rancāne, Elvis Lintiņš, Laura Līcīte; T: Aurēlija Rancāne, Laura Līcīte, Asnate Rancāne, Gabriēla Zvaigznīte       | Lettisch                         | Bring mir Glück                    | 116 (7.)  | 042 (15.) | 158    |
| 14.   | 15       | Polen                  | Justyna Steczkowska     | Gaja M: Justyna Steczkowska, Emilian Waluchowski, Patryk Kumór, Dominic Buczkowski-Wojtaszek; T: Justyna Steczkowska, Patryk Kumór, Emilian Waluchowski      | Polnisch, Englisch               | Gaia                               | 017 (24.) | 139 (7.)  | 156    |
| 15.   | 16       | Deutschland            | Abor & Tynna            | Baller M/T: Alexander Hauer, Attila Bornemisza, Tünde Bornemisza                                                                                             | Deutsch f                        | –                                  | 077 (13.) | 074 (11.) | 151    |
| 16.   | 5        | Litauen                | Katarsis                | Tavo akys M/T: Lukas Radzevičius | Litauisch                        | Deine Augen                        | 034 (20.) | 062 (13.) | 096    |
| 17.   | 20       | Malta                  | Miriana Conte           | Serving M/T: Benjamin Schmid, Sarah Evelyn Fullerton, Matthew Mercieca, Miriana Conte                                                                        | Englisch                         | Bedienen                           | 083 (12.) | 008 (23.) | 091    |
| 18.   | 1        | Norwegen               | Kyle Alessandro         | Lighter M/T: Kyle Alessandro Helgesen Villalobos, Adam Allskog                                                                                               | Englisch                         | Feuerzeug                          | 022 (23.) | 067 (12.) | 089    |
| 19.   | 8        | Vereinigtes Königreich | Remember Monday         | What the Hell Just Happened? M/T: Billen Ted, Charlotte Steele, Holly Hull, Julie Aagaard, Lauren Byrne, Thomas Stengaard                                    | Englisch                         | Was zur Hölle ist gerade passiert? | 088 (10.) | 000 (25.) | 088    |
| 20.   | 18       | Armenien               | PARG Պարգ               | Survivor M/T: Alex Wilke, Armen Paul, Benji Alasu, Eva Voskanjan, Jon Aljidi, Joshua Curran, Martin Mooradian, Pargew Wardanjan, Peter Boström, Thomas G:son | Englisch g                       | Überlebender                       | 042 (18.) | 030 (18.) | 072    |
| 21.   | 21       | Portugal               | NAPA                    | Deslocado M: André Santos, Diogo Góis, Francisco Sousa, João Guilherme Gomes, João Lourenço Gomes, João Rodrigues; T: João Guilherme Gomes                   | Portugiesisch                    | Fehl am Platz                      | 037 (19.) | 013 (21.) | 050    |
| 22.   | 2        | Luxemburg              | Laura Thorn             | La poupée monte le son M: Christophe Houssin, Julien Salvia, Ludovic-Alexandre Vidal; T: Julien Salvia, Ludovic-Alexandre Vidal                              | Französisch                      | Die Puppe dreht den Ton auf        | 023 (22.) | 024 (19.) | 047    |
| 23.   | 22       | Dänemark               | Sissal                  | Hallucination M/T: Chris Chordz, Line Spangsberg, Linnea Deb, Malthe Johansen, Marcus Winther-John, Melanie Wehbe, Sissal Jóhanna Norðberg Niclasen          | Englisch                         | Halluzination                      | 045 (17.) | 002 (24.) | 047    |
| 24.   | 6        | Spanien                | Melody                  | Esa diva M/T: Alberto Fuentes Lorite, Melodía Ruiz Gutiérrez                                                                                                 | Spanisch                         | Diese Diva                         | 027 (21.) | 010 (22.) | 037    |
| 25.   | 10       | Island                 | Væb                     | Róa M/T: Gunnar Björn Gunnarsson, Hálfdán Helgi Matthíasson, Ingi Þór Garðarsson, Matthías Davíð Matthíasson                                                 | Isländisch                       | Rudern                             | 000 (26.) | 033 (17.) | 033    |
| 26.   | 25       | San Marino             | Gabry Ponte             | Tutta l’Italia M/T: Andrea Bonomo, Edwyn Roberts, Gabriele Ponte                                                                                             | Italienisch                      | Ganz Italien                       | 009 (25.) | 018 (20.) | 027    |

### Jurys
Jedes Teilnehmerland hat einen Punktesatz durch eine nationale Jury vergeben, die mit fünf Personen aus der Musikbranche besetzt war. Ihr Votum basiert auf der Generalprobe am Vorabend.
 Deutschland:
- Carolin Fortenbacher, Sängerin (Teilnehmerin Wer singt für Deutschland? 2008)
- Eko Fresh, Rapper
- Lyza, Sängerin (Teilnehmerin Chefsache ESC 2025)
- Marc Möllmann, Musikchef N-Joy
- Alexander Zuckowski, Komponist, Songwriter und Musikproduzent

 Österreich:
- Katharina Aigner, Sängerin und Songwriterin
- Mark Duran, Musikproduzent
- Julian Guba, Sänger und Songwriter
- Nina Hochrainer, FM4-Moderatorin
- Marlene Scharf, TV-Produzentin

 Schweiz:
- Cyrill Camenzind, Musikproduzent
- Mary Clapasson
- Tiffany Athena Limacher, Sängerin
- Gabriela Mennel, Musikerin und Radiomoderatorin
- Giordano Tatum Rush, Musiker

#### Disqualifikationen
Eine Woche nach dem Finale wurde bekannt gegeben, dass mit Alika und Kateryna Pawlenko zwei Juroren aus Estland beziehungsweise der Ukraine disqualifiziert wurden. Während Alika nicht ersetzt wurde und so für Estland nur vier Juroren abstimmten, wurde Pawlenko durch Natela Chkhartishvili-Zatsarinna ersetzt.

### Punktetafel Finale
In der folgenden Tabelle sind die Punkte der Jury und des Televotings dargestellt. Die Länder in der linken Spalte sind nach der Startreihenfolge sortiert, während die abstimmungsberechtigten Länder nach der Reihenfolge bei der Vergabe der Jurypunkte sortiert sind. Das gelb unterlegte Land zeigt den ersten Platz und damit den Sieger. Die orange unterlegte Zeile stellt die Televotingpunkte dar, während die weiß bzw. gelb unterlegte Zeile die Jurypunkte darstellt.
| Land                   | Abstimmungsergebnisse | Abstimmungsergebnisse | Abstimmungsergebnisse | Abstimmungsergebnisse | Abstimmungsergebnisse | Abstimmungsergebnisse | Abstimmungsergebnisse | Abstimmungsergebnisse | Abstimmungsergebnisse | Abstimmungsergebnisse | Abstimmungsergebnisse | Abstimmungsergebnisse | Abstimmungsergebnisse | Abstimmungsergebnisse | Abstimmungsergebnisse | Abstimmungsergebnisse | Abstimmungsergebnisse | Abstimmungsergebnisse | Abstimmungsergebnisse | Abstimmungsergebnisse | Abstimmungsergebnisse | Abstimmungsergebnisse | Abstimmungsergebnisse | Abstimmungsergebnisse | Abstimmungsergebnisse | Abstimmungsergebnisse | Abstimmungsergebnisse | Abstimmungsergebnisse | Abstimmungsergebnisse | Abstimmungsergebnisse | Abstimmungsergebnisse | Abstimmungsergebnisse | Abstimmungsergebnisse | Abstimmungsergebnisse | Abstimmungsergebnisse | Abstimmungsergebnisse | Abstimmungsergebnisse | Abstimmungsergebnisse | Abstimmungsergebnisse | Abstimmungsergebnisse | Abstimmungsergebnisse | Abstimmungsergebnisse |
| Land                   | Punkte                | Punkte                | SE                    | AZ                    | MT                    | NL                    | SI                    | AM                    | LU                    | SM                    | UA                    | NO                    | AT                    | FR                    | IT                    | PT                    | DK                    | HR                    | LV                    | IR                    | PL                    | ME                    | GR                    | RS                    | CZ                    | UK                    | ES                    | FI                    | AU                    | DE                    | BE                    | IL                    | AL                    | LT                    | IS                    | GE                    | CY                    | EE                    | CH                    | WO                    | Votings               | Votings               |
| ---------------------- | --------------------- | --------------------- | --------------------- | --------------------- | --------------------- | --------------------- | --------------------- | --------------------- | --------------------- | --------------------- | --------------------- | --------------------- | --------------------- | --------------------- | --------------------- | --------------------- | --------------------- | --------------------- | --------------------- | --------------------- | --------------------- | --------------------- | --------------------- | --------------------- | --------------------- | --------------------- | --------------------- | --------------------- | --------------------- | --------------------- | --------------------- | --------------------- | --------------------- | --------------------- | --------------------- | --------------------- | --------------------- | --------------------- | --------------------- | --------------------- | --------------------- | --------------------- |
| Norwegen               | 089                   | 022                   | 4                     | –                     | –                     | –                     | 2                     | –                     | –                     | –                     | –                     |                       | –                     | –                     | –                     | –                     | –                     | 1                     | –                     | –                     | 2                     | –                     | –                     | –                     | 6                     | –                     | –                     | –                     | –                     | 1                     | –                     | –                     | –                     | –                     | 6                     | –                     | –                     | –                     | –                     |                       | 07                    | 24                    |
| Norwegen               | 089                   | 067                   | –                     | 6                     | 6                     | –                     | 2                     | 4                     | –                     | –                     | 10                    |                       | –                     | –                     | 1                     | –                     | –                     | 4                     | 1                     | –                     | 3                     | –                     | 4                     | 3                     | 2                     | –                     | 2                     | –                     | –                     | –                     | –                     | –                     | –                     | 2                     | 8                     | 4                     | 5                     | –                     | –                     | –                     | 17                    | 24                    |
| Luxemburg              | 047                   | 023                   | –                     | –                     | –                     | 6                     | –                     | –                     |                       | –                     | 3                     | –                     | 1                     | –                     | –                     | –                     | –                     | –                     | 3                     | –                     | –                     | 4                     | –                     | –                     | –                     | 4                     | –                     | –                     | –                     | –                     | –                     | 2                     | –                     | –                     | –                     | –                     | –                     | –                     | –                     |                       | 07                    | 12                    |
| Luxemburg              | 047                   | 024                   | –                     | –                     | –                     | –                     | 4                     | –                     |                       | –                     | –                     | –                     | –                     | 1                     | –                     | –                     | –                     | –                     | –                     | –                     | –                     | 8                     | –                     | –                     | –                     | –                     | –                     | –                     | –                     | –                     | –                     | 3                     | 8                     | –                     | –                     | –                     | –                     | –                     | –                     | –                     | 05                    | 12                    |
| Estland                | 356                   | 098                   | –                     | 7                     | 3                     | –                     | 7                     | 2                     | 3                     | 7                     | 5                     | 4                     | 3                     | –                     | 10                    | 3                     | –                     | 5                     | 1                     | –                     | –                     | –                     | –                     | 3                     | –                     | 3                     | –                     | 4                     | 3                     | –                     | 10                    | –                     | –                     | 7                     | 3                     | –                     | –                     |                       | 5                     |                       | 21                    | 57                    |
| Estland                | 356                   | 258                   | 8                     | 8                     | 12                    | 8                     | 7                     | 12                    | 5                     | 7                     | 2                     | 7                     | 8                     | –                     | 7                     | 1                     | 6                     | 12                    | 12                    | 6                     | 10                    | 10                    | 8                     | 12                    | 6                     | 6                     | 7                     | 8                     | 6                     | 4                     | 2                     | 10                    | 5                     | 10                    | 7                     | 8                     | 7                     |                       | 2                     | 2                     | 36                    | 57                    |
| Israel                 | 357                   | 060                   | –                     | 12                    | –                     | 5                     | –                     | –                     | 1                     | –                     | 2                     | –                     | –                     | 7                     | –                     | –                     | 3                     | 6                     | –                     | 7                     | –                     | –                     | 1                     | –                     | –                     | –                     | –                     | 2                     | –                     | 3                     | –                     |                       | 5                     | –                     | –                     | 1                     | 5                     | –                     | –                     |                       | 14                    | 48                    |
| Israel                 | 357                   | 297                   | 12                    | 12                    | 5                     | 12                    | 6                     | –                     | 12                    | 10                    | 1                     | 10                    | 7                     | 12                    | 8                     | 12                    | 8                     | –                     | 7                     | 10                    | –                     | 7                     | 7                     | 2                     | 10                    | 12                    | 12                    | 10                    | 12                    | 12                    | 12                    |                       | 7                     | 3                     | 4                     | 7                     | 10                    | 2                     | 12                    | 12                    | 34                    | 48                    |
| Litauen                | 096                   | 034                   | –                     | –                     | –                     | 4                     | –                     | –                     | –                     | 3                     | –                     | –                     | –                     | –                     | –                     | –                     | –                     | –                     | 7                     | –                     | 6                     | 3                     | –                     | –                     | 5                     | 6                     | –                     | –                     | –                     | –                     | –                     | –                     | –                     |                       | –                     | –                     | –                     | –                     | –                     |                       | 07                    | 18                    |
| Litauen                | 096                   | 062                   | –                     | –                     | –                     | –                     | –                     | –                     | 4                     | –                     | 12                    | 4                     | –                     | –                     | –                     | –                     | 2                     | –                     | 10                    | 8                     | 6                     | –                     | –                     | –                     | –                     | 8                     | –                     | 1                     | –                     | –                     | –                     | –                     | –                     |                       | –                     | 6                     | –                     | 1                     | –                     | –                     | 11                    | 18                    |
| Spanien                | 037                   | 027                   | 2                     | 5                     | 5                     | –                     | –                     | –                     | –                     | –                     | –                     | –                     | –                     | 5                     | –                     | –                     | –                     | –                     | –                     | –                     | –                     | –                     | –                     | –                     | –                     | –                     |                       | –                     | –                     | –                     | –                     | –                     | 10                    | –                     | –                     | –                     | –                     | –                     | –                     |                       | 05                    | 10                    |
| Spanien                | 037                   | 010                   | –                     | –                     | –                     | –                     | –                     | –                     | –                     | –                     | –                     | –                     | –                     | –                     | –                     | 6                     | –                     | –                     | –                     | 1                     | –                     | –                     | –                     | –                     | –                     | –                     |                       | –                     | –                     | –                     | –                     | –                     | –                     | –                     | –                     | –                     | –                     | –                     | –                     | 3                     | 05                    | 10                    |
| Ukraine                | 218                   | 060                   | 5                     | 8                     | –                     | –                     | 5                     | 4                     | –                     | 4                     |                       | 1                     | –                     | –                     | 2                     | 8                     | 2                     | 2                     | –                     | –                     | –                     | –                     | –                     | 4                     | –                     | –                     | 2                     | –                     | –                     | –                     | –                     | 4                     | –                     | 2                     | –                     | 6                     | –                     | –                     | 1                     |                       | 16                    | 41                    |
| Ukraine                | 218                   | 158                   | 4                     | 4                     | –                     | 4                     | 3                     | –                     | –                     | 4                     |                       | 2                     | –                     | 6                     | 6                     | 10                    | 4                     | 2                     | 6                     | 7                     | 12                    | 6                     | –                     | –                     | 12                    | –                     | 10                    | 2                     | –                     | 3                     | –                     | 12                    | –                     | 7                     | –                     | 10                    | 8                     | 6                     | –                     | 8                     | 25                    | 41                    |
| Vereinigtes Königreich | 088                   | 088                   | –                     | –                     | –                     | –                     | –                     | –                     | 6                     | 2                     | 10                    | 7                     | 7                     | –                     | 12                    | 2                     | 4                     | –                     | –                     | 2                     | 1                     | –                     | –                     | –                     | 10                    |                       | 6                     | 5                     | –                     | –                     | –                     | –                     | –                     | –                     | 5                     | –                     | –                     | 5                     | 4                     |                       | 16                    | 16                    |
| Vereinigtes Königreich | 088                   | 000                   | –                     | –                     | –                     | –                     | –                     | –                     | –                     | –                     | –                     | –                     | –                     | –                     | –                     | –                     | –                     | –                     | –                     | –                     | –                     | –                     | –                     | –                     | –                     |                       | –                     | –                     | –                     | –                     | –                     | –                     | –                     | –                     | –                     | –                     | –                     | –                     | –                     | –                     | 0                     | 16                    |
| Österreich             | 436                   | 258                   | 12                    | –                     | 7                     | 12                    | 10                    | 8                     | 10                    | –                     | 1                     | 12                    |                       | 4                     | –                     | 6                     | 5                     | 10                    | 12                    | 12                    | 7                     | 8                     | 10                    | 8                     | –                     | 8                     | 7                     | 12                    | 7                     | 12                    | 12                    | 6                     | 7                     | 4                     | 8                     | –                     | 7                     | 7                     | 7                     |                       | 31                    | 64                    |
| Österreich             | 436                   | 178                   | –                     | 10                    | 10                    | 3                     | 10                    | 7                     | –                     | 5                     | 6                     | 1                     |                       | 2                     | 4                     | 7                     | 3                     | 5                     | 4                     | 4                     | 7                     | 3                     | 10                    | 10                    | 4                     | –                     | 4                     | 7                     | 3                     | 6                     | 3                     | 8                     | 6                     | 5                     | 3                     | 5                     | 6                     | –                     | 6                     | 1                     | 33                    | 64                    |
| Island                 | 033                   | 000                   | –                     | –                     | –                     | –                     | –                     | –                     | –                     | –                     | –                     | –                     | –                     | –                     | –                     | –                     | –                     | –                     | –                     | –                     | –                     | –                     | –                     | –                     | –                     | –                     | –                     | –                     | –                     | –                     | –                     | –                     | –                     | –                     |                       | –                     | –                     | –                     | –                     |                       | 0                     | 09                    |
| Island                 | 033                   | 033                   | 5                     | –                     | –                     | –                     | 1                     | –                     | –                     | –                     | –                     | 3                     | 1                     | –                     | –                     | –                     | 10                    | 1                     | –                     | –                     | –                     | –                     | –                     | –                     | –                     | –                     | –                     | 6                     | –                     | 1                     | –                     | –                     | –                     | –                     |                       | –                     | –                     | 5                     | –                     | –                     | 09                    | 09                    |
| Lettland               | 158                   | 116                   | –                     | –                     | –                     | 3                     | –                     | 1                     | 2                     | 8                     | 6                     | 6                     | 4                     | –                     | –                     | 7                     | 12                    | 7                     |                       | –                     | –                     | –                     | –                     | 1                     | –                     | 12                    | –                     | –                     | 10                    | –                     | 7                     | 7                     | –                     | 12                    | –                     | 8                     | –                     | 3                     | –                     |                       | 18                    | 27                    |
| Lettland               | 158                   | 042                   | –                     | –                     | –                     | –                     | –                     | –                     | 1                     | –                     | 8                     | –                     | –                     | –                     | –                     | –                     | –                     | –                     |                       | 3                     | 2                     | –                     | –                     | –                     | –                     | 3                     | –                     | 3                     | 2                     | –                     | –                     | –                     | –                     | 12                    | –                     | –                     | –                     | 8                     | –                     | –                     | 09                    | 27                    |
| Niederlande            | 175                   | 133                   | 8                     | 3                     | –                     |                       | 4                     | 3                     | 7                     | –                     | –                     | 5                     | 2                     | 3                     | –                     | 5                     | –                     | –                     | –                     | 10                    | 10                    | 2                     | 8                     | –                     | 7                     | –                     | 10                    | –                     | –                     | –                     | 3                     | –                     | 3                     | 8                     | 10                    | 7                     | 8                     | 1                     | 6                     |                       | 23                    | 37                    |
| Niederlande            | 175                   | 042                   | 2                     | –                     | –                     |                       | –                     | 2                     | –                     | 2                     | –                     | 5                     | 3                     | –                     | –                     | 3                     | –                     | –                     | –                     | –                     | –                     | –                     | 6                     | –                     | –                     | –                     | –                     | –                     | –                     | –                     | 5                     | –                     | 1                     | 1                     | 6                     | –                     | 1                     | 4                     | 1                     | –                     | 14                    | 37                    |
| Finnland               | 196                   | 088                   | 6                     | –                     | 6                     | –                     | –                     | 10                    | –                     | –                     | –                     | 8                     | 12                    | –                     | 1                     | –                     | 6                     | –                     | 10                    | 4                     | –                     | –                     | –                     | –                     | –                     | 5                     | –                     |                       | 2                     | –                     | 4                     | –                     | –                     | –                     | 1                     | –                     | –                     | 10                    | 3                     |                       | 15                    | 36                    |
| Finnland               | 196                   | 108                   | 10                    | 5                     | 7                     | 6                     | –                     | 1                     | –                     | –                     | –                     | 6                     | 2                     | –                     | –                     | –                     | 5                     | 7                     | 3                     | 5                     | 1                     | –                     | –                     | 6                     | 3                     | 4                     | 6                     |                       | 10                    | –                     | –                     | 1                     | –                     | –                     | 5                     | –                     | –                     | 10                    | –                     | 5                     | 21                    | 36                    |
| Italien                | 256                   | 159                   | –                     | 10                    | 4                     | –                     | 12                    | –                     | –                     | 12                    | 8                     | –                     | –                     | 6                     |                       | 12                    | 8                     | 12                    | –                     | –                     | 8                     | –                     | 4                     | –                     | 3                     | –                     | 4                     | –                     | –                     | 5                     | 5                     | 3                     | –                     | 10                    | 2                     | 12                    | 3                     | 4                     | 12                    |                       | 22                    | 40                    |
| Italien                | 256                   | 097                   | 1                     | –                     | 8                     | 2                     | 12                    | –                     | –                     | 3                     | 7                     | –                     | 10                    | 3                     |                       | 8                     | –                     | 6                     | 2                     | –                     | –                     | 1                     | –                     | –                     | –                     | –                     | –                     | –                     | –                     | 2                     | 1                     | –                     | 10                    | 6                     | –                     | –                     | –                     | 7                     | 8                     | –                     | 18                    | 40                    |
| Polen                  | 156                   | 017                   | –                     | 4                     | –                     | –                     | –                     | –                     | –                     | –                     | –                     | –                     | –                     | 1                     | –                     | –                     | –                     | –                     | –                     | –                     | –                     | –                     | –                     | –                     | –                     | –                     | –                     | –                     | 5                     | 2                     | 2                     | 1                     | –                     | –                     | –                     | –                     | –                     | 2                     | –                     |                       | 07                    | 29                    |
| Polen                  | 156                   | 139                   | 6                     | –                     | 2                     | 10                    | –                     | –                     | 3                     | 6                     | 3                     | 8                     | 5                     | 7                     | 3                     | –                     | 7                     | –                     | –                     | 12                    |                       | –                     | –                     | –                     | 8                     | 10                    | 8                     | –                     | 1                     | 7                     | 10                    | –                     | –                     | –                     | 12                    | –                     | 4                     | –                     | 3                     | 4                     | 22                    | 29                    |
| Deutschland            | 151                   | 077                   | –                     | 2                     | –                     | –                     | –                     | –                     | 4                     | –                     | 12                    | –                     | –                     | –                     | 8                     | –                     | –                     | –                     | 2                     | –                     | –                     | –                     | 5                     | 10                    | 12                    | –                     | 3                     | 1                     | –                     |                       | 1                     | 10                    | –                     | 5                     | –                     | 2                     | –                     | –                     | –                     |                       | 14                    | 32                    |
| Deutschland            | 151                   | 074                   | –                     | –                     | –                     | 1                     | –                     | 5                     | –                     | –                     | 5                     | –                     | 12                    | –                     | –                     | –                     | 1                     | 3                     | 5                     | –                     | 5                     | –                     | 3                     | 5                     | 1                     | –                     | –                     | 5                     | –                     |                       | –                     | 5                     | 4                     | 8                     | 1                     | 2                     | –                     | 3                     | –                     | –                     | 18                    | 32                    |
| Griechenland           | 231                   | 105                   | –                     | –                     | 10                    | –                     | –                     | –                     | –                     | –                     | –                     | –                     | –                     | 8                     | –                     | 1                     | –                     | 4                     | –                     | 3                     | 4                     | 12                    |                       | 6                     | –                     | 1                     | –                     | 3                     | 12                    | 6                     | –                     | 12                    | 6                     | –                     | –                     | 5                     | 12                    | –                     | –                     |                       | 16                    | 34                    |
| Griechenland           | 231                   | 126                   | 3                     | –                     | –                     | 5                     | –                     | 8                     | 10                    | 12                    | –                     | –                     | –                     | 4                     | 2                     | –                     | –                     | –                     | –                     | –                     | –                     | 4                     |                       | 8                     | –                     | 2                     | –                     | –                     | 7                     | 10                    | 6                     | 7                     | 12                    | –                     | –                     | –                     | 12                    | –                     | 7                     | 7                     | 18                    | 34                    |
| Armenien               | 072                   | 042                   | –                     | –                     | 12                    | –                     | –                     |                       | –                     | –                     | –                     | –                     | –                     | 10                    | –                     | –                     | 1                     | –                     | 4                     | 1                     | –                     | 1                     | 3                     | 2                     | –                     | –                     | –                     | –                     | –                     | –                     | –                     | 5                     | –                     | –                     | –                     | 3                     | –                     | –                     | –                     |                       | 10                    | 15                    |
| Armenien               | 072                   | 030                   | –                     | –                     | –                     | –                     | –                     | –                     | –                     | –                     | –                     | –                     | –                     | 8                     | –                     | –                     | –                     | –                     | –                     | –                     | –                     | –                     | 2                     | –                     | –                     | –                     | –                     | –                     | –                     | –                     | –                     | 6                     | –                     | –                     | –                     | 12                    | 2                     | –                     | –                     | –                     | 05                    | 15                    |
| Schweiz                | 214                   | 214                   | 10                    | 1                     | 2                     | 10                    | 8                     | 7                     | 8                     | 10                    | 7                     | 3                     | –                     | 2                     | 4                     | 10                    | 10                    | 8                     | 8                     | –                     | 12                    | 7                     | 6                     | 7                     | –                     | –                     | 12                    | 6                     | 1                     | 7                     | 8                     | –                     | 8                     | 3                     | 7                     | 4                     | 6                     | 12                    |                       |                       | 31                    | 31                    |
| Schweiz                | 214                   | 000                   | –                     | –                     | –                     | –                     | –                     | –                     | –                     | –                     | –                     | –                     | –                     | –                     | –                     | –                     | –                     | –                     | –                     | –                     | –                     | –                     | –                     | –                     | –                     | –                     | –                     | –                     | –                     | –                     | –                     | –                     | –                     | –                     | –                     | –                     | –                     | –                     |                       | –                     | 000                   | 31                    |
| Malta                  | 091                   | 083                   | 1                     | –                     |                       | –                     | –                     | 5                     | –                     | 1                     | –                     | –                     | 10                    | –                     | 5                     | –                     | –                     | –                     | 5                     | 6                     | –                     | 5                     | –                     | –                     | 2                     | 7                     | 5                     | 7                     | 8                     | 8                     | –                     | 8                     | –                     | –                     | –                     | –                     | –                     | –                     | –                     |                       | 15                    | 19                    |
| Malta                  | 091                   | 008                   | –                     | 1                     |                       | –                     | –                     | –                     | –                     | –                     | –                     | –                     | –                     | –                     | –                     | –                     | –                     | –                     | –                     | –                     | –                     | –                     | –                     | 1                     | –                     | 1                     | –                     | –                     | 5                     | –                     | –                     | –                     | –                     | –                     | –                     | –                     | –                     | –                     | –                     | –                     | 04                    | 19                    |
| Portugal               | 050                   | 037                   | –                     | 6                     | –                     | 7                     | 1                     | –                     | –                     | 6                     | 4                     | –                     | –                     | –                     | –                     |                       | –                     | –                     | –                     | –                     | –                     | –                     | –                     | –                     | 4                     | –                     | –                     | –                     | –                     | –                     | –                     | –                     | 1                     | 6                     | –                     | –                     | –                     | –                     | 2                     |                       | 09                    | 11                    |
| Portugal               | 050                   | 013                   | –                     | –                     | –                     | –                     | –                     | –                     | 8                     | –                     | –                     | –                     | –                     | 5                     | –                     |                       | –                     | –                     | –                     | –                     | –                     | –                     | –                     | –                     | –                     | –                     | –                     | –                     | –                     | –                     | –                     | –                     | –                     | –                     | –                     | –                     | –                     | –                     | –                     | –                     | 02                    | 11                    |
| Dänemark               | 047                   | 045                   | –                     | –                     | –                     | –                     | –                     | –                     | –                     | –                     | –                     | –                     | 8                     | –                     | 7                     | –                     |                       | –                     | –                     | –                     | –                     | –                     | –                     | 5                     | 1                     | 10                    | –                     | –                     | 4                     | –                     | –                     | –                     | –                     | –                     | –                     | 10                    | –                     | –                     | –                     |                       | 07                    | 08                    |
| Dänemark               | 047                   | 002                   | –                     | –                     | –                     | –                     | –                     | –                     | –                     | –                     | –                     | –                     | –                     | –                     | –                     | –                     |                       | –                     | –                     | –                     | –                     | –                     | –                     | –                     | –                     | –                     | –                     | –                     | –                     | –                     | –                     | –                     | –                     | –                     | 2                     | –                     | –                     | –                     | –                     | –                     | 01                    | 08                    |
| Schweden               | 321                   | 126                   |                       | –                     | 1                     | 8                     | 6                     | 6                     | 5                     | –                     | –                     | 10                    | 5                     | –                     | –                     | –                     | 7                     | 3                     | –                     | 5                     | –                     | –                     | 7                     | –                     | –                     | –                     | –                     | 10                    | 6                     | 4                     | 6                     | –                     | 4                     | 1                     | 12                    | –                     | 2                     | 8                     | 10                    |                       | 21                    | 56                    |
| Schweden               | 321                   | 195                   |                       | 3                     | 1                     | 7                     | 5                     | 6                     | 2                     | 1                     | 4                     | 12                    | 4                     | –                     | 5                     | 4                     | 12                    | 8                     | 8                     | 2                     | 8                     | 5                     | 1                     | 7                     | 7                     | 7                     | 5                     | 12                    | 8                     | 5                     | 4                     | 2                     | 2                     | 4                     | 10                    | 1                     | –                     | 12                    | 5                     | 6                     | 35                    | 56                    |
| Frankreich             | 230                   | 180                   | 7                     | –                     | 8                     | 2                     | 3                     | 12                    | 12                    | 5                     | –                     | 2                     | 6                     |                       | –                     | –                     | –                     | –                     | 6                     | 8                     | 3                     | 6                     | 12                    | 12                    | 8                     | 2                     | 8                     | 8                     | –                     | 10                    | –                     | –                     | 12                    | –                     | 4                     | –                     | 10                    | 6                     | 8                     |                       | 25                    | 36                    |
| Frankreich             | 230                   | 050                   | –                     | 2                     | –                     | –                     | –                     | 10                    | 6                     | –                     | –                     | –                     | –                     |                       | –                     | 5                     | –                     | –                     | –                     | –                     | –                     | 2                     | 5                     | –                     | –                     | –                     | 1                     | –                     | –                     | –                     | 8                     | 4                     | –                     | –                     | –                     | –                     | 3                     | –                     | 4                     | –                     | 11                    | 36                    |
| San Marino             | 027                   | 009                   | –                     | –                     | –                     | –                     | –                     | –                     | –                     |                       | –                     | –                     | –                     | –                     | 6                     | –                     | –                     | –                     | –                     | –                     | –                     | –                     | –                     | –                     | –                     | –                     | –                     | –                     | –                     | –                     | –                     | –                     | 2                     | –                     | –                     | –                     | 1                     | –                     | –                     |                       | 03                    | 06                    |
| San Marino             | 027                   | 018                   | –                     | –                     | 3                     | –                     | –                     | –                     | –                     |                       | –                     | –                     | –                     | –                     | 12                    | –                     | –                     | –                     | –                     | –                     | –                     | –                     | –                     | –                     | –                     | –                     | –                     | –                     | –                     | –                     | –                     | –                     | 3                     | –                     | –                     | –                     | –                     | –                     | –                     | –                     | 03                    | 06                    |
| Albanien               | 218                   | 045                   | 3                     | –                     | –                     | 1                     | –                     | –                     | –                     | –                     | –                     | –                     | –                     | 12                    | 3                     | 4                     | –                     | –                     | –                     | –                     | 5                     | 10                    | 2                     | –                     | –                     | –                     | 1                     | –                     | –                     | –                     | –                     | –                     |                       | –                     | –                     | –                     | 4                     | –                     | –                     |                       | 10                    | 36                    |
| Albanien               | 218                   | 173                   | 7                     | 7                     | 4                     | –                     | 8                     | 3                     | 7                     | 8                     | –                     | –                     | 6                     | 10                    | 10                    | 2                     | –                     | 10                    | –                     | –                     | 4                     | 12                    | 12                    | 4                     | 5                     | 5                     | 3                     | 4                     | 4                     | 8                     | 7                     | –                     |                       | –                     | –                     | 3                     | –                     | –                     | 10                    | 10                    | 26                    | 36                    |

In der Tabelle sind die niedrigsten (Hintergrund rot) und höchsten (Hintergrund grün) Gesamtwerte gekennzeichnet.
- Die wenigsten Jury-Votings:  Island – 0
- Die wenigsten Televoting-Votings:  Schweiz,  Vereinigtes Königreich – 0
- Die wenigsten Gesamt-Votings:  San Marino – 6
- Die wenigsten Jury-Punkte:  Island – 0
- Die wenigsten Televoting-Punkte:  Schweiz,  Vereinigtes Königreich – 0
- Die wenigsten Gesamt-Punkte:  San Marino – 27
- Die meisten Jury-Votings:  Österreich,  Schweiz – 31
- Die meisten Televoting-Votings:  Estland – 36
- Die meisten Gesamt-Votings:  Österreich – 64
- Die meisten Jury-Punkte:  Österreich – 258
- Die meisten Televoting-Punkte:  Israel – 297
- Die meisten Gesamt-Punkte:  Österreich – 436

### Statistik der Zwölf-Punkte-Vergabe (Finale)

#### Jury

Punkte der Jury für das Gewinnerlied aus Österreich

| Anzahl | Land                   | erhalten von                                                                      |
| ------ | ---------------------- | --------------------------------------------------------------------------------- |
| 8      | Österreich             | Belgien, Deutschland, Finnland, Irland, Lettland, Niederlande, Norwegen, Schweden |
| 6      | Italien                | Georgien, Kroatien, Portugal, San Marino, Schweiz, Slowenien                      |
| 5      | Frankreich             | Albanien, Armenien, Griechenland, Luxemburg, Serbien                              |
| 4      | Griechenland           | Australien, Israel, Montenegro, Zypern                                            |
| 3      | Lettland               | Dänemark, Litauen, Vereinigtes Königreich                                         |
| 3      | Schweiz                | Estland, Polen, Spanien                                                           |
| 2      | Deutschland            | Tschechien, Ukraine                                                               |
| 1      | Albanien               | Frankreich                                                                        |
| 1      | Armenien               | Malta                                                                             |
| 1      | Finnland               | Österreich                                                                        |
| 1      | Israel                 | Aserbaidschan                                                                     |
| 1      | Schweden               | Island                                                                            |
| 1      | Vereinigtes Königreich | Italien                                                                           |

#### Zuschauer

Punkte der Zuschauer für das Gewinnerlied aus Österreich

| Anzahl | Land         | erhalten von |
| ------ | ------------ | --- |
| 13     | Israel       | Australien, Aserbaidschan, Belgien, Deutschland, Frankreich, Luxemburg, Niederlande, Portugal, Spanien, Schweden, Schweiz, Vereinigtes Königreich, Rest der Welt |
| 05     | Estland      | Armenien, Kroatien, Lettland, Malta, Serbien |
| 04     | Schweden     | Dänemark, Estland, Finnland, Norwegen |
| 03     | Griechenland | Albanien, San Marino, Zypern |
| 03     | Ukraine      | Israel, Polen, Tschechien |
| 02     | Albanien     | Griechenland, Montenegro |
| 02     | Polen        | Island, Irland |
| 01     | Armenien     | Georgien |
| 01     | Deutschland  | Österreich |
| 01     | Italien      | Slowenien |
| 01     | Lettland     | Litauen |
| 01     | Litauen      | Ukraine |
| 01     | San Marino   | Italien |

### Punktesprecher
Die Punktesprecher gaben das Ergebnis des Juryvotings ihres Landes bekannt. Dabei wurden die Punkte von 1–8 und 10 eingeblendet und die Höchstwertung von 12 Punkten vom Sprecher verkündet. Die Reihenfolge war zufällig, wobei Schweden als Gastgeber des Vorjahres begann und der aktuelle Gastgeber Schweiz als letztes an der Reihe war.
| Nr. | Land                   | Sprecher                         | Bemerkung |
| --- | ---------------------- | -------------------------------- | --- |
| 01  | Schweden               | Keyyo                            | Moderatorin Melodifestivalen 2025                                                                                        |
| 02  | Aserbaidschan          | Safura                           | Teilnehmerin 2010, Punktesprecherin 2011 und 2012                                                                        |
| 03  | Malta                  | Ingrid Sammut                    | – |
| 04  | Niederlande            | Chantal Janzen                   | Moderatorin 2021 |
| 05  | Slowenien              | Lorella Flego                    | Moderatorin EMA 2008 & 2010; Punktesprecherin 2012, 2021, 2022 und 2024                                                  |
| 06  | Armenien               | Lusine Tovmasyan                 | Punktesprecherin 2011 |
| 07  | Luxemburg              | Fabienne Zwally                  | – |
| 08  | San Marino             | Senhit                           | Teilnehmerin 2011, 2020 und 2021                                                                                         |
| 09  | Ukraine                | Jerry Heil                       | Teilnehmerin 2024 |
| 10  | Norwegen               | Tom Hugo                         | Teilnehmer 2019 |
| 11  | Österreich             | Philipp Hansa                    | Punktesprecher seit 2019                                                                                                 |
| 12  | Frankreich             | Émilie Mazoyer                   | – |
| 13  | Italien                | Topo Gigio                       | – |
| 14  | Portugal               | Iolanda                          | Teilnehmerin 2024 |
| 15  | Dänemark               | Sara Bro                         | Moderatorin Dansk Melodi Grand Prix 2024 und 2025                                                                        |
| 16  | Kroatien               | Doris Pinčić                     | – |
| 17  | Lettland               | Dons                             | Teilnehmer 2024 |
| 18  | Irland                 | Nicky Byrne                      | Teilnehmer 2016, Punktesprecher 2013 bis 2015, 2017 und 2018                                                             |
| 19  | Polen                  | Aleksandra Budka                 | – |
| 20  | Montenegro             | Marko Vukčević                   | Teilnehmer Montesong 2024                                                                                                |
| 21  | Griechenland           | Jenny Theona                     | – |
| 22  | Serbien                | Dragana Kosjerina                | Punktesprecherin 2016 und 2018 bis 2023                                                                                  |
| 23  | Tschechien             | Radka Rosická                    | Punktesprecherin 2017 bis 2019, 2023 und 2024                                                                            |
| 24  | Vereinigtes Königreich | Sophie Ellis-Bextor              | Ersatz für Ncuti Gatwa                                                                                                   |
| 25  | Spanien                | Chanel                           | Teilnehmerin 2022 |
| 26  | Finnland               | Jasmin Beloued                   | Moderatorin Uuden Musiikin Kilpailu 2025                                                                                 |
| 27  | Australien             | Silia Kapsis                     | Teilnehmerin für Zypern 2024                                                                                             |
| 28  | Deutschland            | Michael Schulte                  | Teilnehmer 2018 |
| 29  | Belgien                | Manu Van Acker                   | – |
| 30  | Israel                 | Eden Golan                       | Teilnehmerin 2024 |
| 31  | Albanien               | Andri Xhahu                      | Punktesprecher seit 2012                                                                                                 |
| 32  | Litauen                | Silvester Belt                   | Teilnehmer 2024 |
| 33  | Island                 | Hera Björk                       | Teilnehmerin 2010 und 2024                                                                                               |
| 34  | Georgien               | Nuza Busaladse                   | Teilnehmerin 2024 |
| 35  | Zypern                 | Loukas Hamatsos                  | Punktesprecher 2000, 2003 und 2004, 2011 bis 2013, 2015 und 2016 und seit 2021                                           |
| 36  | Estland                | Estoni Kohver                    | Teilnehmer 2024 |
| 37  | Schweiz                | Mélanie Freymond und Sven Epiney | Punktesprecherin 2013; Moderator Die grosse Entscheidungsshow 2011 bis 2018, Punktesprecher 2007 & Kommentator seit 2008 |

### Marcel-Bezençon-Preis
Die diesjährigen Gewinner des seit 2002 verliehenen Marcel-Bezençon-Preises waren:
- Presse-Preis für den besten Song:  Frankreich – Louane – Maman
- Künstler-Preis für die beste Performance:  Frankreich – Louane – Maman
- Komponisten-Preis für die beste Komposition/Text:  Schweiz – Emily Middlemas, Tom Oehler und Zoë Anina Kressler – Voyage

### Stadionshow
Vor und während dem Finale fand im St. Jakob-Park, gegenüber der St. Jakobshalle, die „Arena plus“ statt. Bei der Stadioninszenierung handelte es sich um eine 90-minütige Pre-Show zum Finale des Eurovision Song Contests, das anschließend im Stadion live übertragen wurde. Im Rahmen der Pre-Show traten DJ Antoine sowie die ehemaligen ESC-Teilnehmer Kate Ryan (2006), Anna Rossinelli (2011), Luca Hänni (2019) und der Vorjahreszweite Baby Lasagna auf. Während des ESC-Finales wurde mehrmals eine Live-Schalte in das Stadion hergestellt, das so aktiv an der Übertragung des Finales beteiligt war. Während einer dieser Live-Schalten sangen die Zuschauer das ABBA-Lied Waterloo. Die von Sven Epiney und Mélanie Freymond moderierte Veranstaltung besuchten 36.000 Zuschauer.

## Übertragung

### Deutschsprachige Länder
Wie 2023 und 2024 strahlten Das Erste und ORF 1 ein gemeinsames Rahmenprogramm für das Finale mit Countdown-Sendung und Aftershow aus. Moderiert wurde dieses aus Basel von Barbara Schöneberger. SRF 1 beteiligte sich anders als in den Vorjahren nicht.

#### Deutschland
Die beiden Halbfinale und das Finale wurden im Fernsehen live auf One, das Finale außerdem im Ersten übertragen. Alle drei Shows liefen zusätzlich online auf eurovision.de und in der ARD Mediathek im Livestream.
Thorsten Schorn kommentierte zum zweiten Mal die Liveshows im deutschen Fernsehen.
| Datum        | Uhrzeit   | Fernsehsender       | Sendung              | Moderation/Kommentar | Zuschauer | Zuschauer | Marktanteil | Marktanteil |
| Datum        | Uhrzeit   | Fernsehsender       | Sendung              | Moderation/Kommentar | Gesamt    | 14–49 J.  | Gesamt      | 14–49 J.    |
| ------------ | --------- | ------------------- | -------------------- | -------------------- | --------- | --------- | ----------- | ----------- |
| 13. Mai 2025 | 21:00 Uhr |                     | Erstes Halbfinale    | Thorsten Schorn      | 0,67 Mio. | 0,32 Mio. | 3,9 %       | 8,6 %       |
| 15. Mai 2025 | 21:00 Uhr | Zweites Halbfinale  | 0,86 Mio.            | Thorsten Schorn      | 0,45 Mio. | 4,7 %     | 10,8 %      |             |
| 17. Mai 2025 | 20:15 Uhr |                     | ESC – Der Countdown  | Barbara Schöneberger | 4,95 Mio. | 1,72 Mio. | 22,2 %      | 38,7 %      |
| 17. Mai 2025 | 21:00 Uhr | Finale              | Thorsten Schorn      | 9,16 Mio.            | 3,77 Mio. | 46,8 %    | 64,3 %      |             |
| 18. Mai 2025 | 01:00 Uhr | ESC – Die Aftershow | Barbara Schöneberger | 2,82 Mio.            | 1,18 Mio. | 40,4 %    | 52,4 %      |             |

Zum vierten Mal übertrug Radio Eins das Finale mit eigenem Kommentar unter dem Titel Germany – Zero Points!.
| Datum        | Uhrzeit   | Radiosender | Sendung | Kommentar                 |
| ------------ | --------- | ----------- | ------- | ------------------------- |
| 17. Mai 2025 | 21:00 Uhr |             | Finale  | Amelie Ernst, Max Spallek |

#### Luxemburg
RTL Télé Lëtzebuerg übertrug alle Shows live mit luxemburgischsprachigem Kommentar.
Zusätzlich wurden das zweite Halbfinale und das Finale im Livestream auf RTL Today, der englischsprachigen Online-Plattform von RTL, und RTL Infos, der französischsprachigen Online-Plattform des Senders, mit Kommentar in den jeweiligen Sprachen übertragen.
| Datum        | Uhrzeit   | Fernsehsender      | Sendung           | Kommentar                   |
| ------------ | --------- | ------------------ | ----------------- | --------------------------- |
| 13. Mai 2025 | 21:00 Uhr |                    | Erstes Halbfinale | Roger Saurfeld & Raoul Roos |
| 15. Mai 2025 | 21:00 Uhr | Zweites Halbfinale |                   | Roger Saurfeld & Raoul Roos |
| 17. Mai 2025 | 21:00 Uhr | Finale             |                   | Roger Saurfeld & Raoul Roos |

#### Österreich
Die beiden Halbfinals sowie das Finale wurden im TV auf ORF 1 sowie auf ORF ON übertragen. Österreichischer Kommentator war wie bei jeder Teilnahme seit 1999 Andi Knoll, der zudem vor den Halbfinalen die Sendung Mr. Song Contest proudly presents moderierte.
| Datum        | Uhrzeit   | Fernsehsender                     | Sendung                           | Moderation/Kommentar | Zuschauer | Marktanteil |
| ------------ | --------- | --------------------------------- | --------------------------------- | -------------------- | --------- | ----------- |
| 13. Mai 2025 | 20:15 Uhr |                                   | Mr. Song Contest proudly presents | Andi Knoll           | 247 Tsd.  | 11,0 %      |
| 13. Mai 2025 | 21:00 Uhr | Erstes Halbfinale                 | 290 Tsd.                          | Andi Knoll           | 16,1 %    |             |
| 15. Mai 2025 | 20:15 Uhr | Mr. Song Contest proudly presents | 311 Tsd.                          | Andi Knoll           | 13,0 %    |             |
| 15. Mai 2025 | 21:00 Uhr | Zweites Halbfinale                | 520 Tsd.                          | Andi Knoll           | 26,2 %    |             |
| 17. Mai 2025 | 20:15 Uhr | ESC – Der Countdown               | Barbara Schöneberger              | 506 Tsd.             | 23,0 %    |             |
| 17. Mai 2025 | 21:00 Uhr | Finale                            | Andi Knoll                        | 897 Tsd.             | 48,1 %    |             |
| 18. Mai 2025 | 01:00 Uhr | ESC – Die Aftershow               | Barbara Schöneberger              |                      |           |             |

Im Radio kommentierten wie in den beiden Vorjahren Jan Böhmermann und Olli Schulz in humoristischer Weise auf FM4.
| Datum        | Uhrzeit   | Radiosender | Sendung | Kommentar                                      |
| ------------ | --------- | ----------- | ------- | ---------------------------------------------- |
| 17. Mai 2025 | 21:00 Uhr |             | Finale  | Jan Böhmermann & Olli Schulz                   |
| 17. Mai 2025 | 20:04 Uhr |             | Finale  | Sonja Kleindienst, Ilona Doppler und Rudi Oman |

#### Schweiz
In drei der vier Sprachregionen der Schweiz (Deutschschweiz, Romandie, italienische Schweiz) wurden erstmals alle Livesendungen auf den ersten Programmen (SRF 1, RTS 1, RSI LA 1) des jeweiligen Senders übertragen.
Für SRF kommentierte wie in jedem Jahr seit 2008 Sven Epiney die Liveshows. Er wurde dabei im Finale von der ehemaligen ESC-Teilnehmerin Anna Rossinelli unterstützt; für RTS nach 32 Jahren und 28 Ausgaben letztmals Moderator Jean-Marc Richard, zusammen mit „ESC-Experte“ Nicolas Tanner, im Finale zusätzlich Moderatorin Victoria Turrian. Für RSI kommentierte Moderatorin Ellis Cavallini und der Leiter der Musikabteilung des Senders Gian-Andrea Costa.
| Datum        | Uhrzeit   | Fernsehsender               | Sendung                                             | Moderation/Kommentar                | Zuschauer | Zuschauer | Marktanteil | Marktanteil |
| Datum        | Uhrzeit   | Fernsehsender               | Sendung                                             | Moderation/Kommentar                | Gesamt    | 15–59 J.  | Gesamt      | 15–59 J.    |
| ------------ | --------- | --------------------------- | --------------------------------------------------- | ----------------------------------- | --------- | --------- | ----------- | ----------- |
| Deutsch      |           |                             |                                                     |                                     |           |           |             |             |
| 13. Mai 2025 | 20:10 Uhr |                             | G&G Spezial                                         | Jennifer Bosshard                   | 250 Tsd.  | 120 Tsd.  | 25,2 %      | 27,9 %      |
| 13. Mai 2025 | 21:00 Uhr | Erstes Halbfinale           | Sven Epiney                                         | 383 Tsd.                            | 173 Tsd.  | 41,7 %    | 40,6 %      |             |
| 15. Mai 2025 | 20:10 Uhr | G&G Spezial                 | Jennifer Bosshard                                   | TBA                                 | TBA       | TBA       | TBA         |             |
| 15. Mai 2025 | 21:00 Uhr | Zweites Halbfinale          | Sven Epiney                                         | TBA                                 | TBA       | TBA       | TBA         |             |
| 17. Mai 2025 | 20:10 Uhr | G&G Spezial                 | Joel Grolimund                                      | TBA                                 | TBA       | TBA       | TBA         |             |
| 17. Mai 2025 | 21:00 Uhr | Finale                      | Sven Epiney & Anna Rossinelli                       | TBA                                 | TBA       | TBA       | TBA         |             |
| Französisch  |           |                             |                                                     |                                     |           |           |             |             |
| 13. Mai 2025 | 21:00 Uhr |                             | Erstes Halbfinale                                   | Jean-Marc Richard & Nicolas Tanner  | N/A       | N/A       | N/A         | N/A         |
| 15. Mai 2025 | 21:00 Uhr | Zweites Halbfinale          |                                                     | Jean-Marc Richard & Nicolas Tanner  | N/A       | N/A       | N/A         | N/A         |
| 17. Mai 2025 | 20:10 Uhr | 40 minutes avant la finale! | Vincent Veillon & Yoann Provenzano                  |                                     | N/A       | N/A       | N/A         | N/A         |
| 17. Mai 2025 | 21:00 Uhr | Finale                      | Jean-Marc Richard, Nicolas Tanner, Victoria Turrian |                                     | N/A       | N/A       | N/A         | N/A         |
| Italienisch  |           |                             |                                                     |                                     |           |           |             |             |
| 13. Mai 2025 | 21:00 Uhr |                             | Erstes Halbfinale                                   | Ellis Cavallini & Gian-Andrea Costa | N/A       | N/A       | N/A         | N/A         |
| 15. Mai 2025 | 21:00 Uhr | Zweites Halbfinale          |                                                     | Ellis Cavallini & Gian-Andrea Costa | N/A       | N/A       | N/A         | N/A         |
| 17. Mai 2025 | 21:00 Uhr | Finale                      |                                                     | Ellis Cavallini & Gian-Andrea Costa | N/A       | N/A       | N/A         | N/A         |

Zudem wurde das Finale in allen Landessprachen im Radio übertragen.
| Datum         | Uhrzeit   | Radiosender | Sendung | Moderation/Kommentar |
| ------------- | --------- | ----------- | ------- | -------------------- |
| Deutsch       |           |             |         |                      |
| 17. Mai 2025  | 21:00 Uhr |             | Finale  | Céline Werdelis      |
| Französisch   |           |             |         |                      |
| 17. Mai 2025  | 21:00 Uhr |             | Finale  | Clair Mudry          |
| Italienisch   |           |             |         |                      |
| 17. Mai 2025  | 21:00 Uhr |             | Finale  | Davide Gagliardi     |
| Rätoromanisch |           |             |         |                      |
| 17. Mai 2025  | 21:00 Uhr |             | Finale  | Elias Tsoutsaios     |

### Andere Länder

#### Fernsehübertragung
| Land                   | Sender                 | Shows                 | Kommentar                                         |
| ---------------------- | ---------------------- | --------------------- | ------------------------------------------------- |
| Teilnehmerländer       |                        |                       |                                                   |
| Albanien               | RTSH 1                 | Alle Shows            | Andri Xhahu                                       |
| Albanien               | RTSH Muzikë            | Alle Shows            | Andri Xhahu                                       |
| Armenien               | ARMTV                  | Alle Shows            | Hratschuhi Utmasjan & Hamlet Arakeljan            |
| Aserbaidschan          | İTV                    | Alle Shows            | Elnara Khalilova & Aga Nadirov                    |
| Australien             | SBS                    | Alle Shows            | Courtney Act & Tony Armstrong                     |
| Belgien                | VRT 1                  | Alle Shows            | Peter Van de Veire (Niederländisch)               |
| Belgien                | La Une                 | 1. Halbfinale, Finale | Joëlle Scoriels & Jean-Louis Lahaye (Französisch) |
| Belgien                | Tipik                  | 2. Halbfinale         | Joëlle Scoriels & Jean-Louis Lahaye (Französisch) |
| Dänemark               | DR1                    | Alle Shows            | Ole Tøpholm                                       |
| Estland                | ETV                    | Alle Shows            | Marko Reikop (Estnisch)                           |
| Estland                | ETV+                   | Alle Shows            | Aleksandr Hobotov & Julia Kalenda (Russisch)      |
| Finnland               | Yle TV1                | Alle Shows            | Mikko Silvennoinen (Finnisch)                     |
| Finnland               | Yle TV1 (Zweikanalton) | Alle Shows            | Eva Frantz & Johan Lindroos (Schwedisch)          |
| Finnland               | Yle Areena             | Alle Shows            | Aslak Paltto (Nordsamisch)                        |
| Finnland               | Yle Areena             | Alle Shows            | Heli Huovinen (Inarisamisch)                      |
| Finnland               | Yle Areena             | 2. Halbfinale, Finale | Levan Tvaltvadze (Russisch)                       |
| Finnland               | Yle Areena             | 2. Halbfinale, Finale | Galina Sergejewa (Ukrainisch)                     |
| Frankreich             | Culturebox             | Halbfinale            | Stéphane Bern                                     |
| Frankreich             | France 2               | Finale                | Stéphane Bern & Laurence Boccolini                |
| Georgien               | 1TV                    | Alle Shows            | Nika Lobiladse                                    |
| Griechenland           | ERT 1                  | Alle Shows            | Maria Kozakou & Giorgos Kapoutzidis               |
| Irland                 | RTÉ One                | 1. Halbfinale, Finale | Marty Whelan                                      |
| Irland                 | RTÉ2                   | 2. Halbfinale         | Marty Whelan                                      |
| Italien                | Rai 2                  | Halbfinale            | Gabriele Corsi & BigMama                          |
| Italien                | Rai 1                  | Finale                | Gabriele Corsi & BigMama                          |
| Kroatien               | HRT1                   | Alle Shows            | Duško Ćurlić                                      |
| Lettland               | LTV                    | Halbfinale            | Toms Grēviņš                                      |
| Lettland               | LTV                    | Finale                | Toms Grēviņš & Marie Naumova                      |
| Litauen                | LRT televizija         | Alle Shows            | Ramūnas Zilnys                                    |
| Malta                  | PBS                    | Alle Shows            | Kein Kommentar                                    |
| Montenegro             | RTCG                   | Alle Shows            | Drazen Bauković                                   |
| Niederlande            | NPO 1                  | Alle Shows            | Cornald Maas                                      |
| Niederlande            | BVN                    | Alle Shows            | Cornald Maas                                      |
| Norwegen               | NRK1                   | Alle Shows            | Marte Stokstad                                    |
| Polen                  | TVP1                   | Alle Shows            | Artur Orzech                                      |
| Portugal               | RTP1                   | Alle Shows i          | José Carlos Malato & Nuno Galopim                 |
| San Marino             | SMRTV                  | Alle Shows            | Anna Gaspari & Gigi Restivo                       |
| Schweden               | SVT 1                  | Halbfinale            | Edward af Sillén (Schwedisch)                     |
| Schweden               | SVT 1                  | Finale                | Edward af Sillén & Petra Mede (Schwedisch)        |
| Schweden               | SVT Play               | Finale                | Aslak Paltto (Nordsamisch)                        |
| Schweden               | SVT Play               | Finale                | Heli Huovinen (Inarisamisch)                      |
| Serbien                | RTS                    | Alle Shows            | Duška Vučinić                                     |
| Slowenien              | TV SLO 2               | Halbfinale            | Mojca Mavec                                       |
| Slowenien              | TV SLO 1               | Finale                | Mojca Mavec                                       |
| Spanien                | RTVE                   | Alle Shows            | Tony Aguilar & Julia Varela (Spanisch)            |
| Spanien                | RTVE                   | Alle Shows            | Sònia Urbano & Xavi Martínez (Katalanisch)        |
| Tschechien             | ČT1                    | Halbfinale            | Ondřej Cikán                                      |
| Tschechien             | ČT1                    | Finale                | Ondřej Cikán & Alena Shirmanová                   |
| Ukraine                | UA:Suspilne            | 1. Halbfinale         | Timur Miroschnytschenko & Olexandr Pedan          |
| Ukraine                | UA:Suspilne            | 2. Halbfinale         | Timur Miroschnytschenko & Vladan Kuran            |
| Ukraine                | UA:Suspilne            | Finale                | Timur Miroschnytschenko & Alyona Alyona           |
| Vereinigtes Königreich | BBC One                | Halbfinale            | Scott Mills & Rylan                               |
| Vereinigtes Königreich | BBC One                | Finale                | Graham Norton                                     |
| Zypern                 | RIK 1                  | Alle Shows            | Melina Karageorgiou & Alexandros Taramountas      |
| Andere Länder          |                        |                       |                                                   |
| Chile                  | Zapping                | Alle Shows            | Kein Kommentar                                    |
| Färöer                 | KVF                    | Alle Shows            | Gunnar Nolsøe                                     |
| Kosovo                 | RTK 1                  | Alle Shows            | Egzona Rafuna & Agron Krasniqi                    |
| Monaco                 | TVMonaco               | Alle Shows            | TBA                                               |
| Moldau                 | Moldova 1              | Alle Shows            | Ion Jalbă & Daniela Crudu                         |
| Nordmazedonien         | MRT 1                  | Alle Shows            | Aleksandra Jovanovska                             |
| Vereinigte Staaten     | Peacock                | Alle Shows            | Kein Kommentar                                    |

#### Hörfunkübertragung
| Land                   | Sender            | Shows         | Kommentar                           |
| ---------------------- | ----------------- | ------------- | ----------------------------------- |
| Teilnehmerländer       |                   |               |                                     |
| Belgien                | VRT, RTBF         | Finale        | RTBF Vivacité: Quentin Derrien      |
| Estland                | ERR               | TBA           | TBA                                 |
| Griechenland           | Deftero Programma | Alle Shows    | Maria Kozakou & Giorgos Kapoutzidis |
| Italien                | Rai Radio 2       | Finale        | Diletta Parlangeli & Matteo Osso    |
| Litauen                | LRT Radijas       | TBA           | TBA                                 |
| Niederlande            | NPO Radio 2       | Finale        | Carolien Borgers & Kees Tol         |
| Norwegen               | NRK P1            | Finale        | Jon Marius Hyttebakk                |
| Schweden               | SR                | TBA           | TBA                                 |
| Serbien                | RTS               | TBA           | TBA                                 |
| Slowenien              | VAL202            | 1. Halbfinale | Maj Valerij                         |
| Slowenien              | VAL202            | Finale        | Maj Valerij & Igor Bračič           |
| Vereinigtes Königreich | BBC Radio 2       | Halbfinale    | Sara Cox & Richie Anderson          |
| Vereinigtes Königreich | BBC Radio 2       | Finale        | Scott Mills & Rylan                 |
| Andere Länder          |                   |               |                                     |
| Slowakei               | STVR              | TBA           |                                     |

## Rezeption
Das Finale des Eurovision Song Contests zählte auch 2025 zu den wichtigsten internationalen Fernseh-Ereignissen. In mehreren Ländern erreichte die Sendung Marktanteile von über 50 %, darunter Griechenland, Deutschland und Italien. Die Veranstaltung wurde – wie schon 2024 – im Spannungsfeld zwischen politischen Auseinandersetzungen und dem Anspruch gesehen, eine unpolitisches Unterhaltungsformat sein zu wollen. Im Fokus standen angesichts des Krieges in Gaza nach dem Überfall vom 7. Oktober Forderungen und Gegenforderungen zur Teilnahme und Rolle Israels im Wettbewerb. Diese bestimmten z. T. die öffentliche Berichterstattung und lösten verschiedene Proteste aus.
Die musikalische Bewertung befand, dass der österreichische Beitrag sich musikalisch abhebe und anspruchsvoll sei. Bereits zuvor war Österreich – hinter Schweden – als ein möglicher Favorit gehandelt worden. Die Show wurde – abseits der Debatte um die Teilnahme Israels – in ihrer Inszenierung durch das Schweizer Fernsehen gelobt, darunter die Moderationsleistung Hazel Bruggers. Gleichzeitig erhielt die Punktevergabe viel Kritik, auch wegen z. T. großer Differenzen zwischen Publikumsabstimmung und Jury-Vote.
Im ersten Halbfinale kam es zu Irritationen bei Zuschauern, nachdem ein technischer Fehler in der Abstimmung es erscheinen ließ, als ob SMS-Stimmen, die für Kroatien abgegeben wurden, für Israel gezählt würden. Dieser Fehler hatte keine Auswirkungen, da Israel im ersten Halbfinale nicht antrat.

### Widerstand gegen die Durchführung
Gegen die öffentliche Finanzierung kündigte die Eidgenössisch-Demokratische Union (EDU) im Juli an allen möglichen Austragungsorten Finanzreferenden an – unter anderem aus «moralischen» Gründen. Am Austragungsort Basel, wo das Kantonsparlament am 11. September mit breiter Mehrheit aller Fraktionen (87 Stimmen dafür, 4 dagegen, 4 Enthaltungen) auf Antrag des Regierungsrats einen staatlichen Kredit von 37,5 Millionen Franken für die Durchführung des Anlasses – inklusive eines reichhaltigen Rahmenprogramms – bewilligte, sammelte die EDU bis Oktober Unterschriften (von 4203 eingereichten waren 3912 gültig – mindestens nötig waren 2000), um das Volk über die Sprechung dieser Gelder zu befragen. In der Folge wurde am 24. November ein Referendum darüber abgehalten. Bei einer Stimmbeteiligung von ca. 57 % lehnte die stimmberechtigte Basler Bevölkerung das Referendum mit ca. 2/3-Mehrheit ab und sprach sich somit für die Finanzierung der Durchführung mitsamt dem Rahmenprogramm aus. Wäre es angenommen worden, hätte die ESC-Fernsehshow zwar dennoch stattgefunden – das Rahmenprogramm und die davon erwartete Wertschöpfung für die Region wären wohl deutlich kleiner ausgefallen.

### Kritik an der Teilnahme Israels
Im Vorfeld des Wettbewerbs wurde, wie schon in den Vorjahren, Kritik an der Teilnahme Israels geäußert. Im Zuge des Krieges in Gaza, so die Kritik, sollte Israel als Kriegspartei und wegen Kriegsverbrechen vom Wettbewerb ausgeschlossen werden. Dabei werden Parallelen zu Russland gezogen, dass 2022 ebenfalls wegen seines Angriffskrieges gegen die Ukraine ausgeschlossen wurde. Über 70 ehemaliger Teilnehmer des Wettbewerbs unterschrieben einen offenen Brief der einen Ausschluss des israelischen Senders KAN forderte. Auch Nemo, siegreicher Act im Vorjahr, gehörte zur den Unterstützern. Der spanische Sender RTVE und das irische RTE regten eine Auseinandersetzung in der Rundfunkunion EBU an. Die Veranstalter gaben bekannt, sie nähmen die Kritik zur Kenntnis und würden den ESC weiter „unpolitisch“ halten wollen. Berichten zufolge hatte unter anderem die deutsche ARD hinter den Kulissen damit gedroht, den Wettbewerb zu verlassen, sollte Israel ausgeschlossen werden.
Im Nachgang der Veranstaltung nahm die Kritik erneut zu, da Vorwürfe rund um das Punkte- und Wahlsystem und mögliche Werbekampagnen im Raum standen. Sieger JJ positionierte sich kritisch gegenüber einer Teilnahme Israels 2026. Auch RTVE schloss sich der Forderung an.
Begleitet wurde die Veranstaltung von Protesten gegen die Teilnahme Israels – in den Straßen Basels und in der Halle. Ein versuchter Farbanschlag auf die israelische Sängerin während ihres Auftritts wurde von Sicherheitskräften verhindert. Hinterher wurde bekannt, dass die Veranstalter die zahlreichen Zwischenrufe und Buh-Rufe des Publikums während des israelischen Beitrags für die Fernsehübertragung mittels Geräuschunterdrückung entfernt hatten.

### Antisemitismus-Vorwürfe
Nicht nur Unterstützer von Israels Vorgehen in Gaza aber auch zahlreiche konservative und liberale Medien sahen in den Protesten antisemitisch motivierte Kampagnen und „Israel-Hass“. Sie forderten härtere Sanktionen gegen antisemitische Äußerungen und Proteste und monierten eine empfundene Doppelmoral beim ESC, der Inklusion und Diversität proklamiere, für Juden aber eine feindliche Umgebung schaffe. Die israelische Regierung riet von Reisen nach Basel ab und mahnte Israel-Fans, sich bedeckt zu verhalten.
Die israelische Sängerin Yuval Raphael war selbst beim Massaker während des Supernova-Festivals am 7. Oktober 2023 unter den Überlebenden und sah sich nach eigener Aussage als Zeugin. Der Beitrag New Day Will Rise soll dazu passend eine Botschaft der Hoffnung verkörpern.

### Kritik an Punktevergabe und Abstimmung
Nachdem der israelische Beitrag u. a. mit dreizehn 12-Punkte-Wertungen die Publikumswertung gewann, warfen Kommentatoren und beteiligte Sender Verzerrungen in der Abstimmung, Manipulationen und eine illegitime Werbekampagne der israelischen Regierung vor. Mehrere Sender, darunter das belgische VRT und der spanische RTVE forderten eine Untersuchung wegen einer möglichen Manipulation der Publikumsabstimmung durch Israel. Laut einem Bericht von VRT soll eine Agentur im Auftrag der israelischen Regierung vor dem Wettbewerb eine konzertierte Social-Media-Kampagne für den Beitrag von Yuval Raphael gestartet haben. Auch sei beim Halbfinale Werbung für Raphael als einzigen Teilnehmer auf den offiziellen Kanälen der Europäischen Rundfunkunion (EBU) geschaltet worden, die später wieder entfernt wurde. Der Sender VRT forderte daraufhin von der EBU „volle Transparenz“ und knüpfte seine künftige Teilnahme am ESC an eine Untersuchung der Vorgänge. Auch eine Reform des Abstimmungssystems, das 20 Stimmen pro Zahlungsmittel ermöglicht, wurde gefordert. „Mehrere Länder werden ebenfalls denselben Antrag stellen, da sie der Ansicht sind, dass das Televoting durch die aktuellen militärischen Konflikte beeinflusst wurde und dies den kulturellen Charakter der Veranstaltung gefährden könnte“, teilte RTVE mit. Ähnlich äußerten sich auch die Sender Finnlands, Irlands, Islands und der Niederlande. Sie forderten eine Aufklärung der Vorwürfe, eine Aufschlüsselung der Punkte und mögliche Konsequenzen – darunter auch den Ausschluss Israels. Die Veranstalter reagierten in einem offenen Brief, in dem sie ankündigten den Vorgang zu untersuchen und die Integrität des Abstimmungsprozess zusicherten.
Laut dem ehemaligen EBU-Direktor für Öffentlichkeitsarbeit und Mitgliederbeziehungen Ignasi Guardans soll es bereits in den Vorjahren von israelischer Seite „eine politische Aktivierung, um wählen zu gehen“ gegeben haben. Dies sei von „Botschaften, pro-israelischen Gemeinschaften und der extremen Rechten“ gesteuert worden. Israel bestätigte, in den Jahren 2023 und 2024 entsprechende Medienkampagnen gestartet zu haben (vgl. Hasbara). Eine Erklärung, dass dies 2025 geschehen sei, erfolgte jedoch nicht.